# Australopithecus anamensis
Australopithecus anamensis is een uitgestorven mensachtige uit het geslacht Australopithecus.
Het eerste fossiel van A. anamensis werd in 1965 gevonden in Kenia in lagen van 4,2 miljoen jaar oud. Na uitgebreidere vondsten in de jaren negentig werd in 1995 een aparte soort benoemd. De soortaanduiding verwijst naar het Turkanameer. In dezelfde periode werden ook vondsten gedaan in Ethiopië. Sommige daarvan zijn zo jong als 3,8 miljoen jaar. Het aantal ontdekte resten is beperkt. Er is een goede schedel aangetroffen maar slechts weinig botten uit de rest van het skelet. Veel is dus nog onbekend van de bouw.
A. anamensis werd een kleine anderhalve meter hoog. Misschien waren de mannen een stuk zwaarder dan de vrouwen, tot boven de vijftig kilogram. Hij liep rechtop. De hersenen waren niet groter dan bij een chimpansee. De hoektanden waren nog vrij groot en lagen op een lijn met de kiezen in plaats van meer naar binnen als bij latere mensachtigen. Het tandglazuur was wat verdikt. De voortanden stonden meer verticaal maar de kin week sterk naar achteren.
A. anamensis leefde in een gebied waarin bossen en graslanden elkaar afwisselden. Misschien dat hij van een dieet van fruit en bladeren overging naar het eten van harde, brosse of taaie noten, zaden of wortels. Dit is echter zeer omstreden want het patroon van krasjes op het tandglazuur geeft hierover tegenstrijdige aanwijzingen. Dat de hoektanden nog groot waren, betekent dat ze nog geen belangrijke rol speelden in de voedselverwerking. Maar ze waren wel kleiner dan bij eerdere primaten, wat erop wijst dat het agressieniveau verminderd was. Hun grotere gewicht kan erop duiden dat mannen zonder direct lichamelijk geweld dominantie verwierven.
A. anamensis is de oudste soort die traditioneel aan het geslacht Australopithecus toegewezen wordt. Hij stamde wellicht af van Ardipithecus. Hij kan de directe voorouder geweest zijn van Australopithecus afarensis waarin hij geleidelijk lijkt over te gaan. Beide soorten kunnen echter ook een tijd naast elkaar hebben bestaan.

## Vondst en naamgeving

### Kenia

Meave Leakey

A. anamensis werd oorspronkelijk beschreven op basis van fossielen die opgegraven waren op de vindplaatsen van Kanapoi en Allia Bay. In 1965 vond Bryan Patterson, lid van een onderzoeksgroep van de Harvard-universiteit, in een vier miljoen jaar oude (Ma) Pliocene laag in de regio Kanapoi ten oosten van het Turkanameer in Kenia het onderste uiteinde van een linkeropperarmbeen. Het fossiel, specimen KNM-KP 271, werd toentertijd niet als zodanig herkend, maar in 1967 wel voorlopig toegekend aan het geslacht Australopithecus, waarbij de precieze soort in het midden gelaten werd. Eerst werd de ouderdom van de vondst geschat op 2,5 miljoen jaar maar dat werd in 1970 bijgesteld tot vier miljoen jaar.
Vondsten bleven daarna uit tot de sinds 1968 onderzochte vindplaats van Allia Bay, ongeveer 3,9 miljoen jaar oud, in de jaren tachtig hominine fossielen begon op te leveren. In 1982 werd door J. Kithumbi een bovenste linkerkies gevonden, specimen KNM-ER 7727. In 1987 vond de Canadese archeoloog Allan Morton met medewerkers van de Koobi Fora Field School van de Harvard-universiteit kiezen van een individu dat uitstak uit een geërodeerde heuvelhelling ten oosten van Allia Bay, in de buurt van het Turkanameer.
In 1994 meldden de in Londen geboren Keniaanse paleoantropoloog Meave Leakey en de archeoloog Alan Walker aanvullende vondsten, bovenkaken en onderkaken met tanden, uit zowel Kanapoi als Allia Bay. Die wezen ze in eerste instantie toe aan Australopithecus afarensis, indertijd de oudst bekende australopithecussoort.

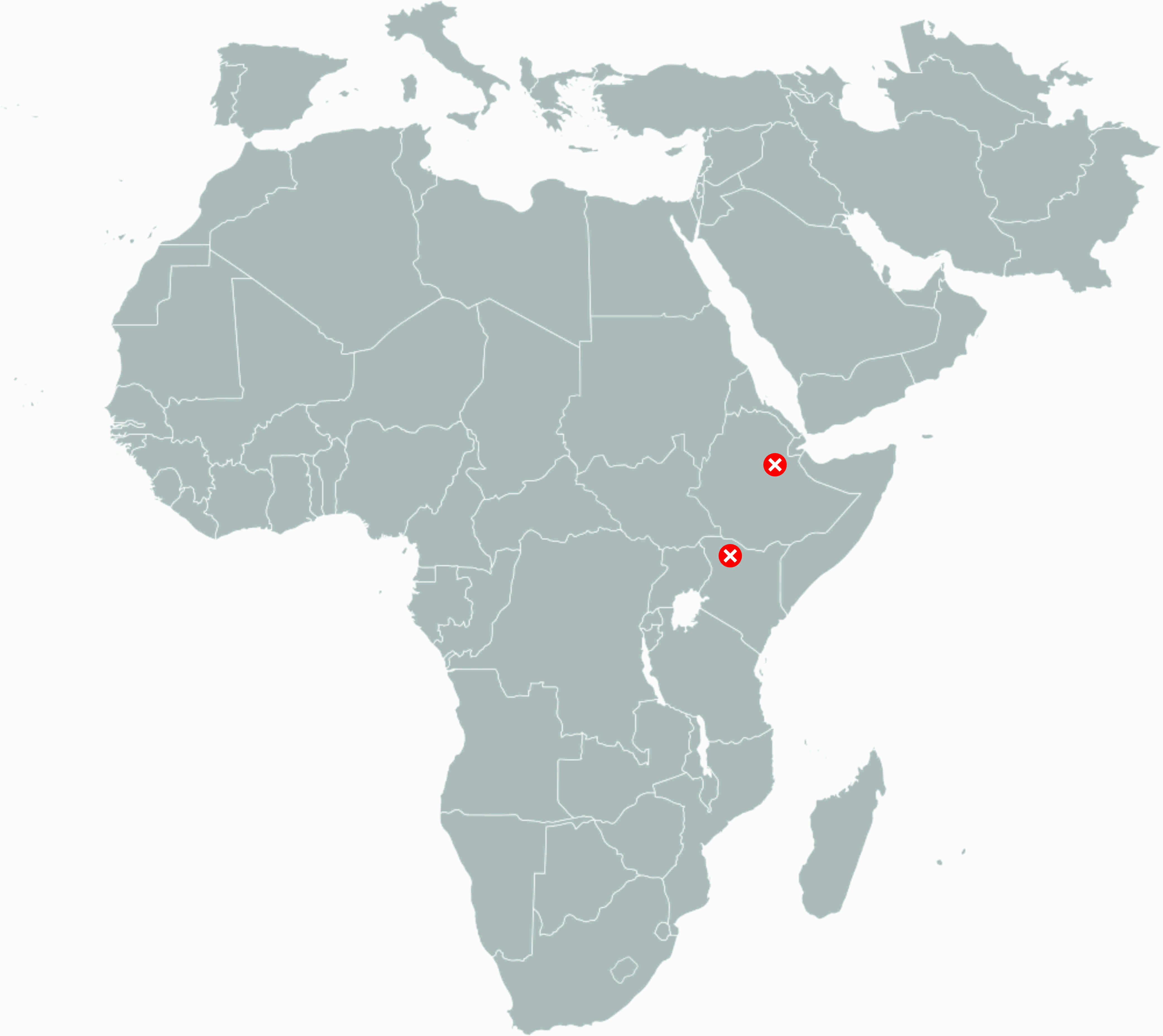
De locatie van de vindplaatsen

Bij nadere bestudering van een complete onderkaak, concludeerden ze echter dat weliswaar de tanden veel overeenkomst vertoonden met die van een mens, maar dat het U-vormige profiel van de onderkaak in bovenaanzicht meer weghad van die van een chimpansee. Wegens dit verschil met A. afarensis benoemden Meave Leakey, Craig Feibel, Ian MacDougall en Walker een nieuwe soort binnen het geslacht Australopithecus: Australopithecus anamensis. De soortaanduiding is afgeleid van het Turkaanse woord anam dat "meer" betekent, een verwijzing naar het Turkanameer.
Het holotype, KNM-KP 29281, bestaat uit een onderkaak (mandibula) in 1994 gevonden door Peter Nzube. Twintig andere specimina uit Kanapoi en Allia Bay waren de paratypen. Belangrijk daaronder was het rechterscheenbeen KNM-KP 29285 dat het bovenste en onderste uiteinde bewaart. Het schuin ten opzichte van de lengteas staande bovenvlak bewees dat A. anamensis al een tweevoetige gang had. Indertijd was het het oudste taxon dat daarvoor aanwijzingen toonde. Een ander menselijk trekje was dat de hoektanden weinig verschil in grootte hadden, een teken van een geringe seksuele dimorfie. Het aantal van eenentwintig fossielen omvat verder de bovenkaken KNM-KP 29283, onderkaken KNM-KP 29286 en KNM-KP 29287, het in 1988 door Musa Kyeva gevonden en al in 1993 beschreven linkerspaakbeen KNM-KP 29419, alsmede dertien losse tanden waarvan twaalf uit Allia Bay. Het fragment van het opperarmbeen uit 1965 werd ook aangewezen als paratype.
Australopithecus anamensis heeft vele kenmerken gemeen met Australopithecus afarensis. In 1995 werd gesteld dat hij er de directe voorouder van was, dus in een proces van anagenese, evolutionaire verandering zonder afsplitsing. Australopithecus anamensis is ongeveer 4,2 miljoen jaar oud en Ardipithecus ramidus 4,4 miljoen jaar. Er zitten dus slechts ongeveer tweehonderdduizend jaar tussen de twee soorten en zij verminderen zo de tijd die Australopithecus van andere mensachtigen scheidt. In 1995 werd dat echter genuanceerd doordat men Ardipithecus als een zijtak zag, niet een directe voorouder van de mens.
In 1995 stelde Peter Andrews dat de vondsten uit Kanapoi en Allia Bay wel eens twee verschillende taxa zouden kunnen vertegenwoordigen. Tussen 1995 en 1997 voerde Leakey verdere opgravingen uit waarin aanvullend materiaal werd gevonden. In 1998 concludeerden Leakey e.a. dat al deze vondsten in ieder geval basaler waren dan A. afarensis. De vondsten uit Kanapoi konden door een argondatering van lagen vulkanische as gedateerd worden tussen de 4,17 en 4,07 miljoen jaar. In 1999 werd die laatste datering bijgesteld tot 4,12 miljoen jaar. In 2001 moest de onderzoeksgroep toegeven dat de fossielen van Allia Bay, tot 3,9 miljoen jaar oud en de bovengrens van A. afarensis benaderend, eigenlijk helemaal geen onderscheidende kenmerken delen met die van Kanapoi maar ze zouden er wel het meest op lijken en dus werden ze voorlopig bij dezelfde soort ingedeeld. De in 1998 toegewezen vondsten werden in 2001 in detail beschreven.
Behalve een vijftigtal losse tanden betreffen de nieuwe vondsten de specimina KNM-KP 30498: een stel bovenkaaksbeenderen; KNM-KP 30500: stukken onderkaak; KNM-KP 30503: een eerste vingerkootje; KNM-KP 31712: stukken onderkaak van een kind; KNM-KP 31713: een rechteronderkaak; KNM-KP 31718: een stuk rechteronderkaak; KNM-KP 31724: een os capitatum van de linkerhand; KNM-KP 34725: een fragmentarische schedel van een kind; KNM-ER 30200: een stuk linkerbovenkaak; en KNM-ER 30745: stuk linkerbovenkaak.
In 2013 werden negen nieuwe fossielen uit Kanapoi gemeld, gevonden tussen 2003 en 2008 door teams van Fredrick Kyalo Manthi. Ze zijn tussen de 4,195 miljoen en 4,108 miljoen jaar oud. Het betreft een paar onderkaken zonder tanden (specimen KNM-KP 47956 in 2008 gevonden door Manthi zelf), een stuk bovenkaak met tanden (specimen KNM-KP 47952 in 2008 gevonden door John Mbithi en Robert Moru), twee stukken onderkaak met tanden (specimina KNM-KP 47951 en KNM-KP 47953 gevonden door Robert Moru in respectievelijk 2003 en 2008) en vijf losse tanden in 2007 en 2008 gevonden. Een stuk wortel van een hoektand van specimen KNM-KP 47951, was het grootste van een mensachtige dat ooit aangetroffen was. Sommige kiezen waren ook uitzonderlijk groot. De hoektanden onder deze vondsten waren al in 2012 apart beschreven.
In 2020 werden nog eens achttien fossielen uit Kanpapoi gerapporteerd, gevonden tussen 2012 en 2015. Behalve losse tanden betreft het de specimina KNM-KP 53160, een paar onderkaken in 2012 gevonden door Peter Nzube; KNM-KP 58310, een onderste opperarmbeen in 2013 gevonden door Robert Moru; KNM-KP 58429, een rechteropperarmbeen van een kind in 2013 gevonden door Moru; KNM-KP 58430, een rechterspaakbeen van een kind gevonden door Moru; KNM-KP 58759, een paar bovenkaaksbeenderen in 2014 gevonden door  Wambua Mangao; KNM-KP 59499, een linkeronderkaak in 2015 gevonden door Moru; en KNM-KP 59503, een linkerscheenbeen van een klein individu in 2013 gevonden door Manthi.
Sommige onderzoekers zien de vroege australopithecussoorten als deel van een apart geslacht Praeanthropus. Ze spreken dus van een Praenanthropus afarensis en naar analogie zou men een "Praeanthropus anamensis" kunnen erkennen. Anderen vinden dat voor die laatste een eigen geslacht moet worden benoemd, hoewel dat nog niet is gebeurd.

### Ethiopië

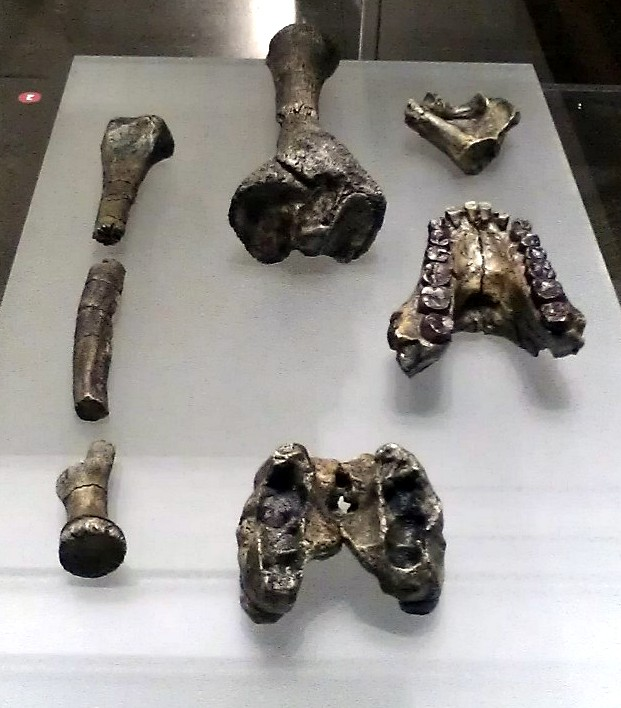
Afgietsels van verschillende botten van A. anamensis met midden rechts het holotype

Als A. anamensis inderdaad de directe voorouder van A. afarensis is, zou dat mooi bewezen kunnen worden door hem in oudere lagen van de Afardriehoek te vinden. In 2006 werd uit dat noordoosten van Ethiopië inderdaad een nieuwe vondst van Australopithecus anamensis gemeld. Bij deze nieuwe fossielen, die werden verzameld in voormalige bosgrond, bevond zich de langste hoektand van een mensachtige en het vroegste dijbeen van Australopithecus. De fossielen werden gevonden in de Middle Awash, waar ook verscheidene andere vondsten van modernere Australopithecus werden gedaan en slechts 9,5 km verwijderd van de vindplaats van Ardipithecus ramidus, de meest moderne soort van het geslacht Ardipithecus. De onderzoeksgroep die de vondsten deed, zag daarom een directe afstammingslijn van Ardipithecus over A. anamensis naar A. afarensis. Tot de fossielen behoorden een bovenkaaksbeen uit de Adgantole-afzetting van de Sagantoleformatie, specimen ARA-VP-14/1, in 1994 aangetroffen op de Aramis-14 vindplaats en nog eens dertig specimina uit lagen van vergelijkbare ouderdom gevonden bij Asa Issie, een minimum van acht individuen vertegenwoordigend. De vondsten omvatten de bovenkaken ASI-VP-2/2 en ASI-VP-2/334 met zeer grote hoektanden en de losse hoektand ASI-VP-2/367. Ook is er het rechterdijbeen ASI-VP-5/154, het eerste dat van A. anamensis is gevonden. Verder zijn er resten van vier wervels aanwezig, een middenvoetsbeentje, een teenkootje, een vingerkootje en een stuk dijbeen. De vier gedeeltelijke wervels werden in december 2000 gevonden en in 2006 door White gemeld. Drie verdere beschadigde wervels werden in 2002 gevonden en in 2019 met de overige beschreven. Het betreft de halswervels ASI-VP-2/219, ASI-VP-2/220, ASI-VP-2/214 en ASI-VP-2/218 alsmede de borstwervels ASI-VP-2/224, ASI-VP-2/470 en ASI-VP-2/223. Het waren toen de oudste bekende wervels van Australopithecus.
In 2010 werden door Yohannes Haile-Selassie vijfenvijftig nieuwe fossielen gemeld sinds 2004 gevonden in het gebied van Woranso-Mille, tussen de 3,82 en 3,57 miljoen jaar oud, die de kloof zouden dichten tussen A. anamensis en A. afarensis. Ze werden aan A. anamensis toegewezen maar volgens Haile-Selassie meer ter wille van de communicatie dan dat er werkelijk reden was twee soorten te onderscheiden. De resten omvatten specimen MSD-VP-5/16, een linkeronderkaak van een vrouw in 2006 gevonden bij Mesgid Dora. Op dezelfde locatie werd in 2009 de linkeronderkaak MSD-VP-5/50 aangetroffen. Verder gaat het vooral om losse tanden maar er zitten ook wat fragmentarische postcrania onder. Van enkele in 2015 gemelde onderste vierde premolaren met een afwijkende bouw is het onduidelijk of ze wellicht van A. anamensis zijn.
In februari 2016 werd door de herder Ali Bereino een vrijwel complete mannelijke volwassen schedel zonder onderkaken gevonden van Australopithecus anamensis, bij Woranso-Mille in de Afarstreek van Ethiopië. Het vertegenwoordigde het meest volledige cranium dat van een mensachtige van die ouderdom bekend was. Dit specimen MRD-VP-1/1, dat de kennis over de soort enorm vergroot, is in 2019 beschreven en gedateerd op 3,8 miljoen jaar. Uit de datering kan blijken dat Australopithecus anamensis en A. afarensis minstens honderdduizend jaar naast elkaar leefden aangezien voorhoofdsbeen BEL-VP-1/1 aan A. afarensis zou kunnen worden toegewezen en 3,9 miljoen jaar oud is. Op grond hiervan verwierpen de beschrijvers de hypothese van anagenese en zagen A. anamensis als een oudere zijtak.

## Beschrijving

### Grootte
A. anamensis is een vrij kleine soort, in het onderste bereik van de lichaamslengten van Australopithecus. De resten van de gevonden individuen, ook mannetjes, wijzen op een lengte van tussen de honderd en honderdtwintig centimeter. Dat komt overeen met een gewicht van zo'n twintig kilogram. In 1995 echter schatte men het gewicht op vijfenvijftig kilogram gebaseerd op de doorsnede van het bovenste scheenbeen en zevenenveertig kilogram als men van het onderste scheenbeen zou uitgaan. Het opperarmbeen zou wijzen op een gewicht van achtenvijftig kilogram. In 1999 wees men erop dat de verschillende skeletelementen aardig in grootte overeenkwamen met die van A. afarensis of zelfs wat forser waren en dat de grootste exemplaren van die laatste soort op vijfenveertig of zelfs tachtig kilogram waren geschat. In 2016 schatte William Jungers het gemiddelde gewicht van A. anamensis op 46,3 kilogram. Deze schattingen kunnen te hoog uitvallen doordat de ledematen robuuster zijn dan bij moderne mensen.
De schedel MRD-VP-1/1 heeft een geschat hersenvolume van 365 tot 370 cc, ongeveer hetzelfde als bij Sahelanthropus. Dat ligt lager dan bij zelfs het kleinste vrouwelijke exemplaar van A. afarensis.

### Unieke kenmerken
In 1995 werd een aantal kenmerken aangegeven waarin A. anamensis verschilt van alle andere australopithecussoorten. De buitenste gehoorgang is klein met een smalle ovale dwarsdoorsnede. De lengteas van het hoofdlichaam van de onderkaak loopt vrijwel evenwijdig aan, en op korte afstand van, die van de tandrij. De kinzone van de gepaarde onderkaken is niet sterk bol. De lange as van hun symfyse helt opvallend schuin naar achteren en beneden. De hoektanden hebben lange robuuste wortels. Bij de bovenste kiezen is de trigoon veel breder dan het talonide vlak. Het onderste opperarmbeen heeft dikke botwanden die een kleine mergholte omsluiten.

### Verschillen met andere mensapen
Bij de beschrijving van 1995 en in latere publicaties zijn verschillen aangegeven met specifieke andere mensapen — waarbij bedacht moet worden dat alle mensachtigen waaronder de moderne mens ook mensapen zijn.
Schedel MRD-VP-1/1 levert de beste informatie over de soort. Het specimen laat een vorm zien die duidelijk meer op een basale mensaap lijkt dan A. afarensis: een robuuster langwerpiger schedel met een kleiner schedeldak dat een lengtekam draagt en sterk naar voren stekende bovenkaken met op de hoeken van hun U-vormige profiel opvallend grote hoektanden.
Er zijn echter ook kenmerken waarin A. anamensis duidelijk van een chimpansee verschilt. De hoektand is toch veel kleiner dan bij Pan en heeft een bult aan de achterste basis. De tepelbeenderen zijn gezwollen. De lijn van het achterhoofd naar de bovenkaak loopt meer horizontaal. De punt aan het achterhoofd, het inion, ligt in het verlengde van de Frankfort horizontal plane, de lijn tussen de onderkant van de oogkas en de bovenkant van het gehoorkanaal. De tanden hebben een dikker email.
In 1995 werden ook verschillen opgesomt met de basalere Ardipithecus ramidus. Het tandglazuur is zowel absoluut als relatief dikker. Op het spits van de bovenste hoektanden is het tandglazuur dikker aan de lipzijde. De kiezen zijn sterker overdwars verbreed, van lipzijde naar de tongzijde. De eerste en tweede onderste kies verschillen niet noemenswaardig in grootte. De groeve in het tympanicum loopt slechts tot de binnenrand van het uitsteeksel achter het kaakgewricht, niet tot aan de buitenrand of verder. Bij het opperarmbeen heeft de trochlea humeri, het binnenste ellebooggewricht, een zwak gevormde buitenste richel.
Meer in detail zijn de kenmerken waarin A. anamensis van A. afarensis afwijkt de langere en in zijaanzicht bredere hoektanden; hoektanden die in het verlengde staan van de achterste tandrij; een wortel en tandkas van de bovenste hoektand die minder sterk naar achteren hellen; een kleinere externe gehoorgang (meatus acusticus externus); een meer afgeronde buitenste rand van het neusbeen waarin de beenstijl naar de hoektand overloopt; een sterkere insnoering achter de oogkassen; onderste kiezen met meer hellende kanten aan de lipzijde terwijl bij de bovenste kiezen de kanten aan de lipzijde meer hellen; een tympanicum aan de onderzijde van de schedel dat erg horizontaal ligt zonder opvallende groeven; en een relatief smal verhemelte. De vorm van de hoektand is daarbij wellicht uniek voor A. anamensis en dus een autapomorfie. De hersenpan heeft bij MRD-VP-1/1 een inhoud van 360 tot 370 kubieke centimeter wat lager ligt dan bij alle bekende exemplaren van A. afarensis inclusief kleine vrouwelijke.
Overeenkomsten tussen beide soorten zijn het zeshoekige profiel in vooraanzicht van het gezicht en de wijze waarop de buitenste bovenrand van de oogkas is afgeschuind.

### Skelet

#### Schedel
In de bovenkaak staat de hoektand relatief verticaal met als gevolg dat de onderste buitenrand van de neusopening ook nogal verticaal loopt. Die rand is ook afgerond. De grote tandkas resulteert in een groot jugum, de afgeronde verticale beenstijl om de wortel. Er is in dit opzicht een overeenkomst met specimina uit Garusi, in de jaren dertig de eerste die van zeer oude mensachtigen waren gevonden, en die meestal aan A. afarensis worden toegewezen. Een andere overeenkomst is het zeer smalle en platte verhemelte. Het ronde jugum betekent ook dat er geen scherpe kam is aan de zijde van de neusopening, anders dan bij A. afarensis. De wortel van de tweede voortand bevindt zich aan de buitenzijde van de lijn van de buitenrand van de neusopening.
Bij de onderste achterkant van de schedel maakt het tympanicum, het vlak van de oorzone, een min of meer scherpe hoek met het kaakgewricht, vrijwel haaks erop staand, wat een grote uitzondering is. Op het tympanicum ontbreken de diepe voorste en achterste groeven die Ardipithecus ramidus toont. De processus entoglenoideus, de richel die de binnenzijde van het kaakgewricht begrenst, is klein en de verheffing van de eminentia articularis is gering, lager dan bij enig andere bekende mensachtige. De bases van het achterhoofd en het jukbeen zijn gepneumatiseerd, voorzien van luchtholten. De buitenste gehoorgang heeft overdwars het profiel van een verticale ellips. Dat wordt verder bij australopithecussoorten niet aangetroffen maar wel bij chimpansees. De smalle gehoorgang is typisch voor basale mensapen en Ardipithecus maar vergroot zich bij meer afgeleide mensachtigen. In 1999 werd gesteld dat de smalle gehoorgang niet zou wijzen op een minder vermogen tot horen of op een andere vorm van de oorschelp.
Een stuk achterhoofd bewaart een grote sinus overdwars van het adersysteem wat bij australopitheken overigens niet impliceert dat de andere sinus, zoals bij de moderne mens, zwak ontwikkeld zouden zijn, want de variabiliteit daarvan is in die groep zeer groot.

##### MRD-VP-1/1
De in 2019 beschreven schedel MRD-VP-1/1 is robuust gebouwd met een lang prognaat gezicht, waarvan dus de bovenkaken ver naar voren steken. De schedel is nogal klein. Desalniettemin gaat het vermoedelijk om een man, gezien de schedelkam. Het is vermoedelijk een vrij oud individu, afgaande op de slijtage van de tanden. Afwijkend van de meeste andere exemplaren is het naar achteren hellen van de hoektanden en het midden van het gezicht; meer typisch is een relatief verticale stand. De tandrijen van het bovenste gezicht zijn iets U-vormig en vrij smal. De hoektand staat op één lijn met de achterste tanden, dus niet net erbuiten zoals bij veel andere exemplaren. Het verhemelte is erg hoog, een afgeleid kenmerk. Ter hoogte van de grens tussen de eerste en tweede kies is die diepte zelfs groter dan bij enig andere bekend exemplaar van A. anamensis en A. afarensis en benadert de hoogste waarden bij A. africanus en Paranthropus robustus.
MRD-VP-1/1 deelt het typische zeshoekige gezichtsprofiel van andere australopitheken, het hexagonal facial mask met zeer brede jukbeenderen en een smaller bovengedeelte. Met A. afarensis deelt hij de vierkante bovenste buitenhoek van de oogkassen, gecombineerd met een naar buiten verbrede onderrand van de oogkas. Het voorhoofdsbeen helt maar weinig zodat het gezicht onder de voorkant van de hersenpan ligt. Achter de wenkbrauwwal is geen trog of driehoekige zone aanwezig. Het gezicht heeft een opmerkelijke verticale lengte. Dat kan samenhangen met het behoren tot de mannelijke sekse. Het gezicht is ook zeer prognaat, zowel op de middenlijn boven de tanden als direct onder de neusopening, hoewel die laatste zone niet schuin naar boven uitsteekt.
De basis van de voorste jukbeenderen heeft een opmerkelijk afgeleide vorm. De kam tussen de tandkassen en de jukbeenboog loopt verticaal en is recht. De voorste aanhechting voor de musculus masseter, het tuberculum zygomaticum, is daardoor hoog geplaatst en wijst schuin naar beneden en bezijden. Zelfs bij A. afarensis is deze crista zymaticoalveolaris nog laag en gewelfd. De hele zone voor de masseter ligt hoog en is verticaal lang ten opzichte van het gezicht als geheel. Dit lijkt op de situatie bij A. africanus en de robuuste australopitheken. Een andere overeenkomst met die laatste groep is dat de hele jukbeenboog vrij sterk voorwaarts geplaatst is ten opzichte van het gezicht. Afwijkend daarvan is echter dat de voorkant van de boog nog steeds boven de eerste kies ligt. De voorwaartse positie wordt veroorzaakt door een unieke uitholling beneden de oogkas die maakt dat het jukbeen het midden van het gezicht van bezijden bezien aan het zicht onttrekt.
Het schedeldak van MRD-VP-1/1 is zeer langwerpig en smal over de wandbeenderen gemeten, in een voor mensachtigen extreme mate die alleen met Sahelanthropus gedeeld wordt. Het toont een basaal patroon van de beennaden op de achterste schedel. Bij mensapen, waaronder de moderne mens, ontmoeten achter het oor drie beennaden elkaar: het lambdoïde tussen het wandbeen en het achterhoofd, de naad tussen het wandbeen en het rotsbeen en de naad tussen het rotsbeen en het achterhoofd. Zo ontstaat een stervormige structuur, het asterion. Bij basale mensapen, en sommige vroege mensachtigen, bevindt zich daarin een deuk, vermoedelijk een reactie op een sterke ontwikkeling van de slaapspieren. Die deuk noemt men wel de asterionic notch. Deze is bij MRD-VP-1/1 aanwezig.
Achter de wenkbrauwwal is het schedeldak ingesnoerd, sterker dan bij A. afarensis. De lengtekam begint relatief vooraan en loopt naar achteren door tot hij samenvloeit met de dwarrichels boven het achterhoofd. Het slaapbeen is gepneumatiseerd zoals typisch voor A. anamensis en de gehoorgang is nauw maar toch wat breder dan bij KNM-KP 29281B en binnen de variatiebreedte van A. afarensis vallend. In achteraanzicht lijkt de schedel op die van A. afarensis: klokvormig, met richels op de slaapbeenderen die samenvloeien met de dwarsrichels van het achterhoofd en een vlakke zone in het midden. De schedelbasis is echter meer basaal van vorm doordat gezwollen rotsbeenderen een bol profiel scheppen dat sterk lijkt op dat van chimpansees. Sommige exemplaren van A. africanus tonen echter ook zo'n bolling. De achterste breedte overdwars van de basis, gemeten tussen de rotsbeenderen, is ook aanzienlijk.

#### Onderkaken

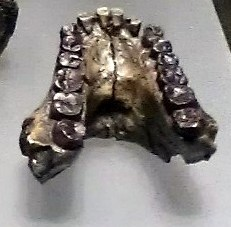
Het paar onderkaken NM-KP 29281; de positie van de voortanden is gerestaureerd

A. anamensis heeft in zijaanzicht een heel ander profiel dan A. afarensis. Bij die laatste is de bovenkaak prognaat, naar voren uitstekend, maar de onderkaak erg recht. Bij A. anamensis is het omgekeerd: de bovenkaak is tamelijk recht maar de kin extreem wijkend, een hoek tot 141° makend met de tandrij. De onderrand begint pas en geleidelijk  horizontaal te lopen onder de positie van de onderste eerste kies. De wijking is ook erg recht, zij het ook iets eenparig bol. Er is nauwelijks buiging tussen de tandkassen van de onderste voortanden en de positie van de torus inferior, de onderste versterkende beenring op de binnenzijde van de voorkant. Die is overigens goed ontwikkeld; de bovenliggende torus superior slechts matig. Beide ringen liggen op een zeer lange beenplaat achter de voortanden, overeenkomend met de lange wijking. De doorboring van het foramen mentale loopt naar voren en boven van de achterste opening uit waarboven en onder zich een uitholling bevindt. Naar achteren draait het hoofdlichaam naar buiten. In de onderkaak springen de tandwortels om en om in, een basaal kenmerk. In het algemeen is de onderkaak minder robuust dan bij alle andere latere bekende mensachtigen.
Bij het jongere Ethiopische specimen MSD-VP-5/16 is er een mengeling van kenmerken: de hoektanden staan breed als bij A. anamensis maar de symfyse van de onderkaken staat meer verticaal als bij A. afarensis en het corpus is robuuster met een uitholling aan de buitenzijde. Specimen MSD-VP-5/50 benadert meer de toestand bij A. anamensis met een buiging naar binnen van het voorste corpus en een ramus die boven de tweede kies begint. Bij dit exemplaar is de voorkant van onderkaak ook meer wijkend. De populatie lijkt dus een evolutionaire overgang te laten zien, waarbij individuen verschillend geëvolueerd kunnen zijn.

#### Gebit
De tanden van A. anamensis zijn in absolute zin ongeveer even groot als die van A. afarensis en groter dan die van Ardipithecus ramidus met uitzondering van de bovenste hoektand en de bovenste tweede kies. De belangrijkste verschillen met A. afarensis liggen in de in buitenaanzicht bredere onderste tweede voortand, een bredere onderste derde premolaar en een bredere hoektand.
De achterste tandrijen lopen bijna evenwijdig maar wijken bij sommige exemplaren iets uit elkaar. Zulke parallelle tandrijen hebben andere soorten van Australopithecus niet en komt ook niet voor bij Homo. De evenwijdigheid betekent dat een grotere horizontale kracht op de onderkaaktakken wordt uitgeoefend tijdens het kauwen. De krachtige torus inferior diende vermoedelijk om te voorkomen dat ze uit elkaar getrokken werden. Deze versterking compenseerde ook voor asymmetrische verticale krachten tussen de takken. De relatief grotere onderste voorste tanden steken bij elkaar opvallend breed af ten opzichte van de kiezen. Dat wordt ook weerspiegeld door het brede contour van de tandkassen. De onderste hoektand is opvallend groot en asymmetrisch met een lange robuuste wortel. Zijn jugum steekt duidelijk naar bezijden uit ten opzichte van de tandkas van de derde premolaar, anders dan bij A. afarensis waar de curve een tandpositie verder al naar binnen buigt. Dit ligt niet alleen aan de absolute grootte van de hoektand want ook vermoedelijke vrouwelijke exemplaren tonen dit kenmerk. Vergeleken met A. afarensis zijn de onderste hoektanden groter ten opzichte van de kiezen, een basaal kenmerk.
De bovenste hoektand heeft een unieke vorm door de aanwezigheid van extra knobbeltjes, tubercula, vlak boven de tandhals, zowel aan de mesiale als de distale zijde, dus de kant van de tweede voortand en de kant van de derde premolaar. De knobbeltjes zijn opvallend groot en bevinden zich aan beide zijden op eenzelfde afstand van het spits. Zowel A. afarensis en Ardipithecus ramidus hebben in deze posities "schouders" maar die hebben niet de vorm van knobbeltjes en lopen dichter naar het spits uit. Het spits heeft bij A. anamensis geen duidelijke dwarskam. Ook boven hebben de hoektanden lange robuuste wortels. De onderste hoektanden hebben een ander contour: het mesiale knobbeltje ontbreekt en de distale zijde is hol gekromd, eindigend in een groot tuberculum. Ze zijn mesiaal-distaal ook smaller dan de bovenste hoektanden.

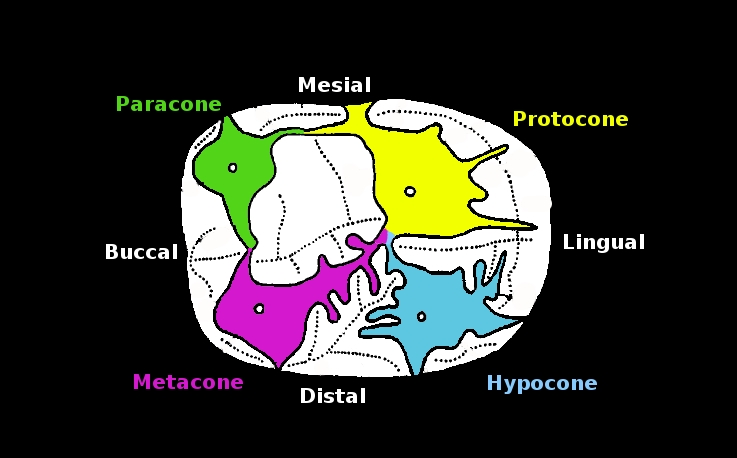
De indeling van het kauwvlak van kiezen bij Hominoidea, aan de hand van een bovenste eerste rechterkies van een mens. "Mesiaal" is in dit geval de kant van de vierde premolaar en "distaal" de kant van de tweede kies. "Buccaal" is de zijde van de lip, "linguaal" de zijde van de tong

Bij de vorm van de hoektanden en premolaren is het belangrijk vast te stellen in welke mate er nog sprake is van, althans de resten van, een Canine Honing Complex, een continu aanscherpen van de hoektanden via diastemen, hiaten, in de tandrijen. Dat is een methode die basale apen typisch toepassen maar die bij mensachtigen aan het verdwijnen was. Bij A. anamensis zijn er nog sporen van in de vorm van de hoektanden, tweede voortanden en derde premolaren. Daarbij moet bedacht worden dat mensachtigen al lang geen eerste en tweede premolaren meer hadden en de hoektand dus direct aan de derde premolaar grenst. De bovenste derde premolaar heeft een verdikking van het tandglazuur aan de kant van de hoektand, aan de hoek van de lipzijde, direct onder de tandhals. Zo'n verdikking is een plesiomorfie voor mensachtigen, geërfd van meer basale apen. Het spits van alle hoektanden is afgesleten en ook hun distale zijden aan de kant van de derde premolaar. Bij bovenste hoektand KNM-KP 58309 is er een slijtfacet aan de tongzijde, kennelijk ten gevolge van een, overigens niet aanscherpend, contact met een uitpuilende onderste derde premolaar. Hetzelfde kenmerk toont de in 2019 beschreven schedel. Die heeft ook een flink diasteem tussen de bovenste tweede voortand en de hoektand. Bij specimen KNM-KP 29283 gevonden bovenste tweede voortanden tonen distale en lipzijden die sterk afgesleten zijn, kennelijk door contact met de onderste hoektanden. Bij A. afarensis zijn zulke slijtagepatronen verdwenen. Bij de Ethiopische vondsten beschreven in 2006 is op de hoektanden de verticale richel op de mesiale hoek van de tongzijde ook goed ontwikkeld.

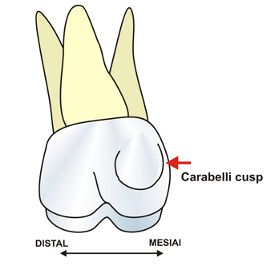
De Cusp of Carabelli bij een moderne mens; bij A. anamensis was die meer richelvormig

De onderste derde premolaar is zeer asymmetrisch. Hij heeft nog de oude vorm met een enkelvoudige spits en is niet gebouwd als een kies. De metaconide is zeer klein en heeft de vorm van een klein knobbeltje op de dwarskam. De hoofdknobbel ervan, de protoconide, is bij sommige exemplaren afgestompt maar hoog en scherp bij andere. Hij is centraal gelegen op het kauwvlak. Aan de mesiale zijde ligt een dunne tandrand met een inkeping in de hoek aan de tongzijde, waar een kleine uitholling, de fovea anterior, in uitloopt. De wortels zijn duidelijk gescheiden, een aan de zijde van de hoektand, de ander aan de kant van de vierde premolaar. De derde onderste premolaar staat schuin op de lijn van de achterste tandrij. De vierde onderste premolaar heeft een kleinere fovea posterior, aan de distale zijde, dan bij A. afarensis. Bij de onderste derde en vierde premolaar zijn de zijden aan de kant van de lip sterk hellend. Bij de onderste kiezen zijn die zijden minder hellend, samenhangend met een verbreding van de protoconide knobbel. Bij de bovenste kiezen, die ter compensatie juist een hogere spits hebben, is het trigonide veel groter dan het talonide. Hier is de protocoon typisch de grootste knobbel. De knobbelindeling wordt echter verhuld door een groot aantal secundaire groeven in het glazuur. Het is daarom vaak vrijwel onmogelijk om precies vast te stellen of er nu een Y- of X-patroon aanwezig is. 
De bovenste kiezen zijn relatief sterk aan de tongzijde verbreed. Ze zijn breder aan de mesiale zijde, richting premolaren, dan aan de distale zijde, richting einde tandrij, zodat ze in onderaanzicht wigvormig zijn vergeleken met het meer vierkante profiel bij A. afarensis. Bijna alle bekende individuen hebben bovenste kiezen met een tuberculum Carabelli, een extra knobbeltje aan de mesiale lipzijde van de hals. Het heeft vaak de vorm van een richel die echter niet het niveau van het kauwvlak bereikt. De onderste kiezen hebben een vergelijkbare structuur, het protostylide, aan de tongzijde. Zulke knobbeltjes vertragen wellicht een extreme slijtage van de kies. Ze zijn zelfs bij moderne mensen niet zeldzaam maar de mate van voorkomen bij A. anamensis is uitzonderlijk. De kroonhoogte van de kiezen is bij A. anamensis duidelijk lager dan bij A. afarensis. Dat kan ook betekenen dat de kiezen tot een lager niveau afgesleten waren dan de voorste tanden, wat sterker dan bij A. afarensis. Desalniettemin is de slijtage van de voortanden en hoektanden typisch aanzienlijk, bij sommige oudere exemplaren tot wel de helft van de kroonhoogte terwijl bij deze de kiezen dan juist helemaal niet extreem afgesleten zijn. Indien er echter slijtage van de kiezen is, heeft dit typisch de vorm van diepe uithollingen, kennelijk het gevolg van intensief gebruik. De hoektanden zijn tot hetzelfde niveau afgesleten als de voortanden. De slijtage van de kiezen is asymmetrisch tussen de lipzijde en de tongzijde en ook nog eens ongelijk tussen de bovenste en onderste molaren. Bij de onderste kiezen slijten de knobbels aan de lipzijde veel sneller af maar bij de bovenste kiezen is het omgekeerd: de knobbels aan de lipzijde verliezen daar soms alle glazuur. Dit wordt niet veroorzaakt doordat de slijtende knobbels in de beginsituatie hoger zijn, zoals de kiezen van jonge exemplaren bewijzen. Hetzelfde verschijnsel doet zich bij de premolaren voor. Zulke asymmetrische slijtage overdwars is ook van andere mensachtigen bekend maar is daar niet zo algemeen.

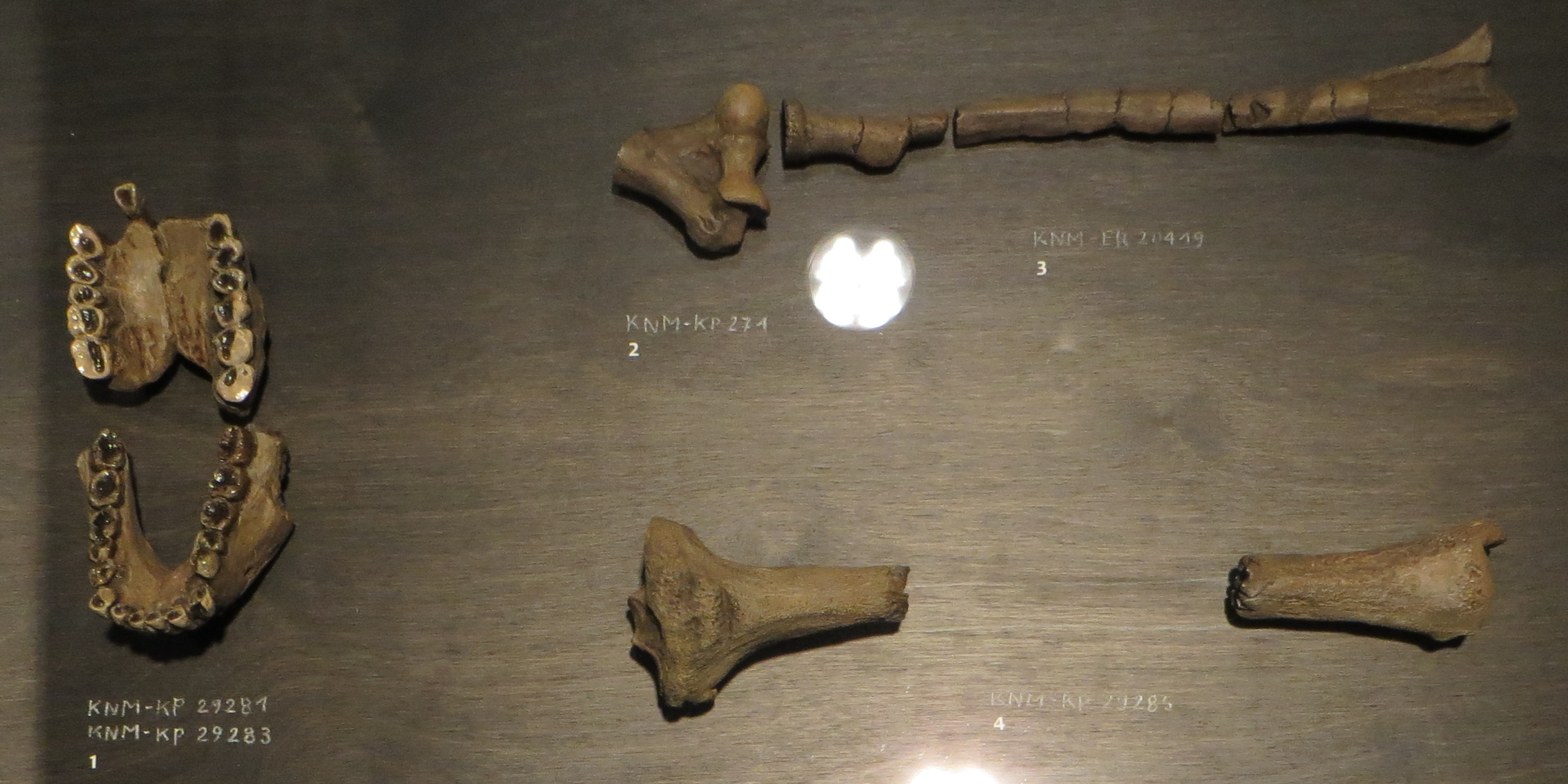
Afgietsels van verschillende fossielen

Bij het spits van de bovenste hoektanden bereikt het glazuur een dikte van 1,3 millimeter, vergeleken met 0,9 millimeter bij Ardipithecus ramidus. Bij zowel bovenste en onderste kiezen is het glazuur even dik als bij A. afarensis en dikker dan bij Ardipithecus ramidus. De gemeten dikten van tussen de anderhalf en twee millimeter zijn het tweevoudige van die bij Ardipithecus ramidus. In 2001 werd een vergelijking gemaakt met wat latere mensachtigen. Het glazuur zou ongeveer even dik zijn als bij Australopithecus africanus maar duidelijk minder dik dan bij Paranthropus. Bij de "functionele" knobbels, dus die aan de lipzijde bij de bovenste kiezen en aan de tongzijde bij de onderste kiezen, is het glazuur wat dikker.
Bij het melkgebit van het kind KNM-KP 34725 is opvallend dat de onderste eerste kies zeer smal is van de tongzijde naar de lipzijde gemeten, een kenmerk dat overeenkomt met Ardipithecus ramidus en moderne basale mensapen.
Van de geologisch jongere melktanden bij Woranso-Mille gevonden heeft hoektand ARI-VP-1/190 een algemene vorm die op de hoektanden van A. afarensis lijkt maar bezit wel een zeer lange wortel en weinig relief als bij A. anamensis. De onderste derde premolaren in dat gebied gevonden hebben een duidelijk basale bouw met een lange asymmetrische kroon en een nauwelijks ontwikkeld metaconide.

#### Postcrania

##### Wervelkolom
De in 2019 beschreven bovenste halswervels zijn opvallend groot, in omvang die van moderne mensen, neanderthalers en gorilla's benaderend. Ze zijn dus beduidend forser dan die van Lucy, hoewel andere A. afarensis-exemplaren even omvangrijk kunnen zijn. De eerste halswervel, de atlas, heeft gevorkte bovenste gewrichtsfacetten. Zulke facetten zijn normaal voor Hominini, en worden vaak gezien als hun synapomorfie omdat ze bij meer basale bekende soorten ontbreken. Ze verbeteren het balanceren van het hoofd bovenop de wervelkolom bij een tweevoetige gang. Bij de atlas zijn de bases van de zijuitsteeksels even dik als bij Homo sapiens, afwijkend van de toestand bij basale mensapen waar de voorzijde van de basis dun en plaatvormig is. Deze zijuitsteeksels staan ook vrij laag; kennelijk was hun belang voor het stabiliseren bij het klimmen of het strekken van het hoofd tijdens een horizontale romppositie verminderd. De atlas mist een tuberculum retroglenoideum als aanhechting voor een musculus atlantoclavicularis, een strekkende spier die bij klimmende primaten de schouder heft en de schoudergordel via het sleutelbeen stabiliseert. De atlas mist ook een ponticulus posticus. Bij moderne mensen is dat een zeldzame pathologische verbening van het kapsel richting wervelboog maar bij veel zoogdieren fungeert het als een ondersteuning van de pees die een afhangende kop omhoog houdt. Dit is dus een verdere aanwijzing dat het hoofd niet naar voren afhing.
Er zijn echter ook basale kenmerken. Bij de tweede halswervel, de draaier, is het tandvormig uitsteeksel meer naar achteren hellend en het doornuitsteeksel van de zesde halswervel is lang, relatief langer zelfs dan bij chimpansees. In 2019 werden deze echter door Marc Meijer en Scott Williams niet gezien als contra-indicaties voor een tweevoetige gang. Het zouden aanpassingen zijn aan het feit dat bij Australopithecus het achterhoofdsgat meer naar achteren geroteerd is, op zich weer voortkomend uit een meer uitstekende bovenkaak die ook wat lang afhangt. Juist om een holle kromming van de nek mogelijk te maken voor het balanceren van het hoofd, zouden de uitsteeksels van de tweede en zesde wervel hun lengte behouden hebben, niet om het hoofd als geheel te laten afhangen ten opzichte van de rug. Wel werd vermoed dat alle doornuitsteeksels langer waren en het hoofd meer door stijvere dikkere nekspieren overeind gehouden werd dan door een soepel kapsel zoals moderne mensen dat bezitten. Ook dat zou weer samenhangen met prognatie, het uitsteken van de bovenkaak. Een dergelijke musculatuur zou ook goed passen bij het matig uitstekende achterhoofd dat de australopithecussoorten bezitten en dat het midden houdt tussen Homo sapiens en moderne basale mensapen. Het ontbreken van een nekkapsel zou het deze soorten volgens Meijer en Williams ook moeilijk gemaakt hebben langdurig te rennen.
De eerste borstwervel is opvallend gerekt, relatief hoger zelfs dan bij de moderne mens. Dat duidt op een krachtige axiale musculatuur om de rug verticaal te houden bij een tweevoetige gang. De eerste borstwervel heeft enkelvoudige ribfacetten. Dat betekent dat de ribben niet de ruimte overspannen met de zevende halswervel. Dat maakt, vergeleken met basale mensapen, een grotere draaiing van de nek mogelijk ten opzichte van de romp. A. anamensis was de oudste soort waarvan dit kenmerk bekend is. Het gevonden wervellichaam van deze wervel mist zijuitsteeksels; aangenomen werd dat die daarom op de bovenrand van het doornuitsteeksel stonden. Dat zou de aanhechtingzone verminderd hebben voor de musculus erector spinae die de rug strekt, wat een duidelijk verschil is met gibbons en smalneusapen en een overeenkomt met latere mensachtigen.
De negende borstwervel heeft een breed ruggenmergkanaal. Dat kan samenhangen met een verbeterde bloedtoevoor naar het onderlichaam voor langdurig rennen. Opmerkelijk is dat voor de latere Homo ergaster een smal kanaal is aangenomen, wat een voldoende beheersing van de ademhaling om te praten zou uitsluiten, ondanks veel duidelijker aanpassingen aan een rennende levenswijze. De verbreding van de bovenrand van het doornuitsteeksel en de grotere afstand tussen de gewrichtsuitsteeksels zou de stabiliteit van de rug in een verticale positie verbeterd hebben en kan ook weer gelden als een aanpassing aan een tweevoetige levenswijze. A. anamensis staat in dit opzicht dichter bij latere mensachtigen dan bij basale mensapen.

##### Ledematen
Het gevonden scheenbeen was in 1995 groter dan enig ander gevonden in Hadar, van A. afarensis. Het scheenbeen wijst sterk op een tweevoetige gang met een rechthoekig bovenvlak van voor naar achter verbreed en met bovenste lobben die hol zijn en even groot; een verbrede nek; een klein raakvlak met het kuitbeen; een rechte schacht en een ondervlak dat recht naar beneden gericht is. Dit bot heeft echter ook wat basale kenmerken. Het uitsteeksel voor de fascia lata, de fascie of spierkapsel dat van van het dijbeen naar beneden reikt, is nog verbreed. De nek is maar weinig gezwollen. De aanhechting voor de musculus gracilis, de spier tussen darmbeen en scheenbeen, aan de voorkant van de schacht is opvallend sterk ontwikkeld. In deze kenmerken komt het scheenbeen overeen met dat van basale mensapen en A. afarensis.
Van het stuk onderste opperarmbeen, specimen KNM-KP 271, werd in eerste instantie vastgesteld dat het veel op dat van een moderne mens leek, onder andere door een laag uitsteeksel op de middelste voorrand voor de aanhechting van het gewrichtskapsel. Dit aspect kreeg tot in de jaren negentig veel aandacht in beschouwingen over de evolutie van de menselijke arm. Later bleek dit echter een illusie veroorzaakt door erosie van het fossiel en deze kam is in wezen niet van een andere vorm dan die van A. afarensis. Bij basale mensapen is het onderste gewrichtsvlak verlengd langs de buitenzijde van de groeve die contact maakt met de processus olecrani van de ellepijp. Dit staat een zwaardere belasting bij de strekking van de elleboog toe bij het op vier poten lopen. A. anamensis mist dit kenmerk, een extra aanwijzing dat hij een tweevoeter was. Wat ook ontbreekt is een verlengde en verbrede buitenste onderste beenstijl op het opperarmbeen. Die heeft Ardipithecus ramidus nog wel. De botwand is opmerkelijk dik en beslaat 86% van de doorsnede. Die waarde is typisch voor orang-oetans maar uitzonderlijk voor andere mensapen, moderne mensen incluis.

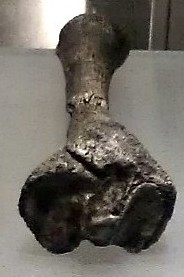
Het scheenbeen

Het gevonden spaakbeen wijst op armen die lang zijn ten opzichte van de lichaamslengte; een extrapolatie van de proporties van de moderne mens uit zou anders tot de conclusie leiden dat A. anamensis zo'n 1,8 meter lang was, veel groter dan andere bekende australopithecussoorten. De bouw is typisch voor australopithecussoorten en verschilt van die van basale mensapen door een dikke nek en een onderste schacht met een halvemaanvormige doorsnede. Daarbij is het facet voor het contact met het os scaphoideum groter dan dat voor het os lunatum, een kenmerk dat zowel basale mensapen als moderne mensen missen. Het gewricht met de pols lijkt de strekking van de hand te beperken, net zoals bij chimpansees en gorilla's die aan knuckle walking doen, maar het is omstreden of dit zou wijzen op een menselijke voorouder die deze zeer gespecialiseerde wijze van voortbeweging toont zoals geclaimd door een studie uit 2000.
Het os capitatum was groot, een basaal kenmerk, met een groot facet met het os lunatum. Het facet met het tweede middenhandsbeentje liep niet continu van boven naar de palmzijde door maar werd in het midden onderbroken door aanhechtingspunten voor pezen, een basaal kenmerk dat bij latere mensachtigen verdwenen is. Verder staat het facet haaks op het facet met het derde middenhandsbeentje, net als bij basale mensapen en andere australopithecussoorten. Beide kenmerken samen verhinderen op dit punt een rotatie waartoe moderne mensen wel in staat zijn.
Het vingerkootje KNM-KP 30503 lijkt sterk op dat van A. aferensis, iets hol gebogen aan de onderzijde met daarover duidelijke gepaarde groeven naast een centrale richel voor de pees van de buigende spier, de musculus flexor digitorum superficialis. Deze bouw is nuttig voor het klimmen maar het is omstreden of die ook een aanwijzing is voor een klimmende levenswijze.
In 1999 werd voorspeld dat het dijbeen van A. anamensis op dat van A. afarensis zou lijken. De beschrijving van het Ethiopische dijbeen uit 2006 bevestigt dit. De schacht heeft een opmerkelijk dikke botwand. De schacht toont weinig relief op een verticale verruwing op de achterste buitenhoek na. Die diende vermoedelijk als aanhechting voor de musculus gluteus maximus, een bilspier. Een eenduidige linea aspera femoris als aanhechting voor de musculus adductor longus ontbreekt; er zijn alleen wat stompe contouren aan de buitenzijde en binnenzijde zichtbaar. Op de middelste hoogste van de schacht liggen deze zwakke richels elf millimeter uit elkaar, een uitzonderlijk grote afstand. Sommige A. afarensis-exemplaren tonen een gelijkende geringe ontwikkeling van de linea aspera, zoals de befaamde Lucy. Dit is een basaal kenmerk.
Ook het scheenbeen KNM-KP 29285 is gebouwd als dat van A. afarensis met de schacht haaks op het enkelvlak gericht. Dat wijkt af van de situatie bij basale mensapen waar de schacht schuin staat. De haakse plaatsing optimaliseert de afzet bij het lopen. Andere overeenkomsten zijn een rechthoekig bovenvlak, holle en even grote condylen op dat vlak, een duidelijke voorste inzinking van de peesaanhechting van de pes anserinus, een rechte schacht en een halvemaanvormig raakvlak met het onderste kuitbeen. De schacht is boven het gewrichtsvlak sterk rondom gezwollen, een beenvolume scheppend dat als schokdemper kan dienen bij het rennen. De kleine raakvlakken met het kuitbeen duiden erop dat dit ook vrij klein was, verschillend van de grote tibiae van basale mensapen die gebruikt worden voor sterke spieren die een grijpende voet aandrijven. Ook dit is dus weer een aanwijzing voor een tweevoetige gang. Basaal is echter de diepe pes anserinus.

## Fylogenie
De belangrijkste fylogenetische hypothesen aangaande de positie van A. anamensis zijn die van anagenese en cladogenese. De meeste literatuur ziet de soort als een tussenvorm tussen de tweehonderdduizend jaar oudere Ardipithecus en A. afarensis, zeker na de melding van de tussenvormen uit Woranso-Mille. Daarmee kan bedoeld worden dat de soort in bouw tussen beide in staat maar ook dat de afstammingslijn één grote chronospecies is, één enkele populatie die van Ardipithecus ramidus af zich via een gamodeme A. anamensis in A. afarensis heeft veranderd in een proces van anagenese. Gezien het geringe aantal fossielen is zo'n vooronderstelling lastig te toetsen. Traditioneel heeft de paleoantropologie zich echter altijd sterk gericht op de methode van de vergelijkende anatomie. Binnen die methodiek ligt het voor de hand de te vergelijken vormen maar op één lijn te zetten, van "primitief" naar "geavanceerd", ook al zou zo'n model wel eens geen recht kunnen doen aan een veel complexere werkelijkheid. Anagenese tussen Ardipithecus ramidus en A. anamensis zou een vrij snel evolutietempo impliceren want de twee taxa verschillen aanzienlijk in vorm. Daarom werd in 1995 door Meave Leakey nog aangenomen dat Ardipithecus een aparte zijtak was. De anagenese zou volgens de studie uit 2006 de doorbraak kunnen vertegenwoordigen van een punctuated equilibrium. In 2020 concludeerde een statistische studie dat het patroon van vondsten goed overeenstemde met de hypothese dat Ardipithecus ramidus de directe voorouder is van A. anamensis met een oorsprongsleeftijd voor die laatste van 4,19 miljoen jaar.
Pas in de eenentwintigste eeuw werd in de paleoantropologie de exacte methode van de cladistiek geleidelijk populairder waarin nauwkeurig bepaald wordt welke eigenschappen een taxon heeft aan de hand van een zo volledig mogelijke lijst van kenmerken, en een computerprogramma berekent welke stamboom het minste aantal evolutionaire stappen vereist en dus het waarschijnlijkst is. Deze methode heeft noodzakelijkerwijs altijd een boom ten gevolge waarin alle taxa het eindpunt zijn van een aparte aftakking. Zij suggereert dus steeds cladogenese, evolutie door afsplitsingen. Mocht er in feite anagenese hebben plaatsgevonden, dan kan dat niet verdisconteerd worden. De studie uit 2019 paste een cladistische analyse toe en kreeg A. anamensis dus als een basalere zijtak. Men kan de methoden ook combineren. In het geval van A. anamensis zou de 4,2 miljoen jaar oude populatie die we van Kanapoi kennen de directe voorouder geweest kunnen zijn van A. afarensis maar zich ook, via een splitsing, zonder belangrijke wijziging in bouw kunnen hebben voortgezet in de 3,8 miljoen jaar oude populatie die een tijdgenoot was van A. afarensis. De studie beklemtoonde dat nog veel onzeker is. Zo staat A. afarensis in de analyse hoger op de tak naar zowel Homo als de robuuste australopitheken. Maar A. anamensis toont enkele kenmerken die afgeleider zijn dan die van A. afarensis, een aanwijzing dat hij toch de tak zou kunnen vertegenwoordigen richting A. africanus en Homo. Ook deelt hij kenmerken met de robuuste vormen, een suggestie dat die zich eerder dan A. afarensis hebben afgesplitst.
Het volgende kladogram toont de positie van A. anamensis in de evolutionaire stamboom van de afgeleide Hominini volgens een studie van Mana Dembo uit 2016.
|  | Australopithecus afarensis |
|  |                            |
|  | Australopithecus garhi     |
|  |                            |

|  | Paranthropus aethiopicus                                                      |
|  |                                                                               |
|  | \| \| Paranthropus robustus \| \| \| \| \| \| Paranthropus boisei \| \| \| \| |
|  |                                                                               |
|  | Paranthropus robustus                                                         |
|  |                                                                               |
|  | Paranthropus boisei                                                           |
|  |                                                                               |

|  | Paranthropus robustus |
|  |                       |
|  | Paranthropus boisei   |
|  |                       |

|  | Paranthropus aethiopicus                                                      |
|  |                                                                               |
|  | \| \| Paranthropus robustus \| \| \| \| \| \| Paranthropus boisei \| \| \| \| |
|  |                                                                               |
|  | Paranthropus robustus                                                         |
|  |                                                                               |
|  | Paranthropus boisei                                                           |
|  |                                                                               |

|  | Paranthropus robustus |
|  |                       |
|  | Paranthropus boisei   |
|  |                       |

|  | Paranthropus aethiopicus                                                      |
|  |                                                                               |
|  | \| \| Paranthropus robustus \| \| \| \| \| \| Paranthropus boisei \| \| \| \| |
|  |                                                                               |
|  | Paranthropus robustus                                                         |
|  |                                                                               |
|  | Paranthropus boisei                                                           |
|  |                                                                               |

|  | Paranthropus robustus |
|  |                       |
|  | Paranthropus boisei   |
|  |                       |

|  | Paranthropus aethiopicus                                                      |
|  |                                                                               |
|  | \| \| Paranthropus robustus \| \| \| \| \| \| Paranthropus boisei \| \| \| \| |
|  |                                                                               |
|  | Paranthropus robustus                                                         |
|  |                                                                               |
|  | Paranthropus boisei                                                           |
|  |                                                                               |

|  | Paranthropus robustus |
|  |                       |
|  | Paranthropus boisei   |
|  |                       |

|  | Paranthropus aethiopicus                                                      |
|  |                                                                               |
|  | \| \| Paranthropus robustus \| \| \| \| \| \| Paranthropus boisei \| \| \| \| |
|  |                                                                               |
|  | Paranthropus robustus                                                         |
|  |                                                                               |
|  | Paranthropus boisei                                                           |
|  |                                                                               |

|  | Paranthropus robustus |
|  |                       |
|  | Paranthropus boisei   |
|  |                       |

|  | Paranthropus aethiopicus                                                      |
|  |                                                                               |
|  | \| \| Paranthropus robustus \| \| \| \| \| \| Paranthropus boisei \| \| \| \| |
|  |                                                                               |
|  | Paranthropus robustus                                                         |
|  |                                                                               |
|  | Paranthropus boisei                                                           |
|  |                                                                               |

|  | Paranthropus robustus |
|  |                       |
|  | Paranthropus boisei   |
|  |                       |

|  | Paranthropus aethiopicus                                                      |
|  |                                                                               |
|  | \| \| Paranthropus robustus \| \| \| \| \| \| Paranthropus boisei \| \| \| \| |
|  |                                                                               |
|  | Paranthropus robustus                                                         |
|  |                                                                               |
|  | Paranthropus boisei                                                           |
|  |                                                                               |

|  | Paranthropus robustus |
|  |                       |
|  | Paranthropus boisei   |
|  |                       |

|  | Paranthropus aethiopicus                                                      |
|  |                                                                               |
|  | \| \| Paranthropus robustus \| \| \| \| \| \| Paranthropus boisei \| \| \| \| |
|  |                                                                               |
|  | Paranthropus robustus                                                         |
|  |                                                                               |
|  | Paranthropus boisei                                                           |
|  |                                                                               |

|  | Paranthropus robustus |
|  |                       |
|  | Paranthropus boisei   |
|  |                       |

|  | Australopithecus afarensis |
|  |                            |
|  | Australopithecus garhi     |
|  |                            |

|  | Paranthropus aethiopicus                                                      |
|  |                                                                               |
|  | \| \| Paranthropus robustus \| \| \| \| \| \| Paranthropus boisei \| \| \| \| |
|  |                                                                               |
|  | Paranthropus robustus                                                         |
|  |                                                                               |
|  | Paranthropus boisei                                                           |
|  |                                                                               |

|  | Paranthropus robustus |
|  |                       |
|  | Paranthropus boisei   |
|  |                       |

|  | Paranthropus aethiopicus                                                      |
|  |                                                                               |
|  | \| \| Paranthropus robustus \| \| \| \| \| \| Paranthropus boisei \| \| \| \| |
|  |                                                                               |
|  | Paranthropus robustus                                                         |
|  |                                                                               |
|  | Paranthropus boisei                                                           |
|  |                                                                               |

|  | Paranthropus robustus |
|  |                       |
|  | Paranthropus boisei   |
|  |                       |

|  | Paranthropus aethiopicus                                                      |
|  |                                                                               |
|  | \| \| Paranthropus robustus \| \| \| \| \| \| Paranthropus boisei \| \| \| \| |
|  |                                                                               |
|  | Paranthropus robustus                                                         |
|  |                                                                               |
|  | Paranthropus boisei                                                           |
|  |                                                                               |

|  | Paranthropus robustus |
|  |                       |
|  | Paranthropus boisei   |
|  |                       |

|  | Paranthropus aethiopicus                                                      |
|  |                                                                               |
|  | \| \| Paranthropus robustus \| \| \| \| \| \| Paranthropus boisei \| \| \| \| |
|  |                                                                               |
|  | Paranthropus robustus                                                         |
|  |                                                                               |
|  | Paranthropus boisei                                                           |
|  |                                                                               |

|  | Paranthropus robustus |
|  |                       |
|  | Paranthropus boisei   |
|  |                       |

|  | Paranthropus aethiopicus                                                      |
|  |                                                                               |
|  | \| \| Paranthropus robustus \| \| \| \| \| \| Paranthropus boisei \| \| \| \| |
|  |                                                                               |
|  | Paranthropus robustus                                                         |
|  |                                                                               |
|  | Paranthropus boisei                                                           |
|  |                                                                               |

|  | Paranthropus robustus |
|  |                       |
|  | Paranthropus boisei   |
|  |                       |

|  | Paranthropus aethiopicus                                                      |
|  |                                                                               |
|  | \| \| Paranthropus robustus \| \| \| \| \| \| Paranthropus boisei \| \| \| \| |
|  |                                                                               |
|  | Paranthropus robustus                                                         |
|  |                                                                               |
|  | Paranthropus boisei                                                           |
|  |                                                                               |

|  | Paranthropus robustus |
|  |                       |
|  | Paranthropus boisei   |
|  |                       |

|  | Paranthropus aethiopicus                                                      |
|  |                                                                               |
|  | \| \| Paranthropus robustus \| \| \| \| \| \| Paranthropus boisei \| \| \| \| |
|  |                                                                               |
|  | Paranthropus robustus                                                         |
|  |                                                                               |
|  | Paranthropus boisei                                                           |
|  |                                                                               |

|  | Paranthropus robustus |
|  |                       |
|  | Paranthropus boisei   |
|  |                       |

|  | Paranthropus aethiopicus                                                      |
|  |                                                                               |
|  | \| \| Paranthropus robustus \| \| \| \| \| \| Paranthropus boisei \| \| \| \| |
|  |                                                                               |
|  | Paranthropus robustus                                                         |
|  |                                                                               |
|  | Paranthropus boisei                                                           |
|  |                                                                               |

|  | Paranthropus robustus |
|  |                       |
|  | Paranthropus boisei   |
|  |                       |

|  | Australopithecus afarensis |
|  |                            |
|  | Australopithecus garhi     |
|  |                            |

|  | Paranthropus aethiopicus                                                      |
|  |                                                                               |
|  | \| \| Paranthropus robustus \| \| \| \| \| \| Paranthropus boisei \| \| \| \| |
|  |                                                                               |
|  | Paranthropus robustus                                                         |
|  |                                                                               |
|  | Paranthropus boisei                                                           |
|  |                                                                               |

|  | Paranthropus robustus |
|  |                       |
|  | Paranthropus boisei   |
|  |                       |

|  | Paranthropus aethiopicus                                                      |
|  |                                                                               |
|  | \| \| Paranthropus robustus \| \| \| \| \| \| Paranthropus boisei \| \| \| \| |
|  |                                                                               |
|  | Paranthropus robustus                                                         |
|  |                                                                               |
|  | Paranthropus boisei                                                           |
|  |                                                                               |

|  | Paranthropus robustus |
|  |                       |
|  | Paranthropus boisei   |
|  |                       |

|  | Paranthropus aethiopicus                                                      |
|  |                                                                               |
|  | \| \| Paranthropus robustus \| \| \| \| \| \| Paranthropus boisei \| \| \| \| |
|  |                                                                               |
|  | Paranthropus robustus                                                         |
|  |                                                                               |
|  | Paranthropus boisei                                                           |
|  |                                                                               |

|  | Paranthropus robustus |
|  |                       |
|  | Paranthropus boisei   |
|  |                       |

|  | Paranthropus aethiopicus                                                      |
|  |                                                                               |
|  | \| \| Paranthropus robustus \| \| \| \| \| \| Paranthropus boisei \| \| \| \| |
|  |                                                                               |
|  | Paranthropus robustus                                                         |
|  |                                                                               |
|  | Paranthropus boisei                                                           |
|  |                                                                               |

|  | Paranthropus robustus |
|  |                       |
|  | Paranthropus boisei   |
|  |                       |

|  | Paranthropus aethiopicus                                                      |
|  |                                                                               |
|  | \| \| Paranthropus robustus \| \| \| \| \| \| Paranthropus boisei \| \| \| \| |
|  |                                                                               |
|  | Paranthropus robustus                                                         |
|  |                                                                               |
|  | Paranthropus boisei                                                           |
|  |                                                                               |

|  | Paranthropus robustus |
|  |                       |
|  | Paranthropus boisei   |
|  |                       |

|  | Paranthropus aethiopicus                                                      |
|  |                                                                               |
|  | \| \| Paranthropus robustus \| \| \| \| \| \| Paranthropus boisei \| \| \| \| |
|  |                                                                               |
|  | Paranthropus robustus                                                         |
|  |                                                                               |
|  | Paranthropus boisei                                                           |
|  |                                                                               |

|  | Paranthropus robustus |
|  |                       |
|  | Paranthropus boisei   |
|  |                       |

|  | Paranthropus aethiopicus                                                      |
|  |                                                                               |
|  | \| \| Paranthropus robustus \| \| \| \| \| \| Paranthropus boisei \| \| \| \| |
|  |                                                                               |
|  | Paranthropus robustus                                                         |
|  |                                                                               |
|  | Paranthropus boisei                                                           |
|  |                                                                               |

|  | Paranthropus robustus |
|  |                       |
|  | Paranthropus boisei   |
|  |                       |

|  | Paranthropus aethiopicus                                                      |
|  |                                                                               |
|  | \| \| Paranthropus robustus \| \| \| \| \| \| Paranthropus boisei \| \| \| \| |
|  |                                                                               |
|  | Paranthropus robustus                                                         |
|  |                                                                               |
|  | Paranthropus boisei                                                           |
|  |                                                                               |

|  | Paranthropus robustus |
|  |                       |
|  | Paranthropus boisei   |
|  |                       |

|  | Australopithecus afarensis |
|  |                            |
|  | Australopithecus garhi     |
|  |                            |

|  | Paranthropus aethiopicus                                                      |
|  |                                                                               |
|  | \| \| Paranthropus robustus \| \| \| \| \| \| Paranthropus boisei \| \| \| \| |
|  |                                                                               |
|  | Paranthropus robustus                                                         |
|  |                                                                               |
|  | Paranthropus boisei                                                           |
|  |                                                                               |

|  | Paranthropus robustus |
|  |                       |
|  | Paranthropus boisei   |
|  |                       |

|  | Paranthropus aethiopicus                                                      |
|  |                                                                               |
|  | \| \| Paranthropus robustus \| \| \| \| \| \| Paranthropus boisei \| \| \| \| |
|  |                                                                               |
|  | Paranthropus robustus                                                         |
|  |                                                                               |
|  | Paranthropus boisei                                                           |
|  |                                                                               |

|  | Paranthropus robustus |
|  |                       |
|  | Paranthropus boisei   |
|  |                       |

|  | Paranthropus aethiopicus                                                      |
|  |                                                                               |
|  | \| \| Paranthropus robustus \| \| \| \| \| \| Paranthropus boisei \| \| \| \| |
|  |                                                                               |
|  | Paranthropus robustus                                                         |
|  |                                                                               |
|  | Paranthropus boisei                                                           |
|  |                                                                               |

|  | Paranthropus robustus |
|  |                       |
|  | Paranthropus boisei   |
|  |                       |

|  | Paranthropus aethiopicus                                                      |
|  |                                                                               |
|  | \| \| Paranthropus robustus \| \| \| \| \| \| Paranthropus boisei \| \| \| \| |
|  |                                                                               |
|  | Paranthropus robustus                                                         |
|  |                                                                               |
|  | Paranthropus boisei                                                           |
|  |                                                                               |

|  | Paranthropus robustus |
|  |                       |
|  | Paranthropus boisei   |
|  |                       |

|  | Paranthropus aethiopicus                                                      |
|  |                                                                               |
|  | \| \| Paranthropus robustus \| \| \| \| \| \| Paranthropus boisei \| \| \| \| |
|  |                                                                               |
|  | Paranthropus robustus                                                         |
|  |                                                                               |
|  | Paranthropus boisei                                                           |
|  |                                                                               |

|  | Paranthropus robustus |
|  |                       |
|  | Paranthropus boisei   |
|  |                       |

|  | Paranthropus aethiopicus                                                      |
|  |                                                                               |
|  | \| \| Paranthropus robustus \| \| \| \| \| \| Paranthropus boisei \| \| \| \| |
|  |                                                                               |
|  | Paranthropus robustus                                                         |
|  |                                                                               |
|  | Paranthropus boisei                                                           |
|  |                                                                               |

|  | Paranthropus robustus |
|  |                       |
|  | Paranthropus boisei   |
|  |                       |

|  | Paranthropus aethiopicus                                                      |
|  |                                                                               |
|  | \| \| Paranthropus robustus \| \| \| \| \| \| Paranthropus boisei \| \| \| \| |
|  |                                                                               |
|  | Paranthropus robustus                                                         |
|  |                                                                               |
|  | Paranthropus boisei                                                           |
|  |                                                                               |

|  | Paranthropus robustus |
|  |                       |
|  | Paranthropus boisei   |
|  |                       |

|  | Paranthropus aethiopicus                                                      |
|  |                                                                               |
|  | \| \| Paranthropus robustus \| \| \| \| \| \| Paranthropus boisei \| \| \| \| |
|  |                                                                               |
|  | Paranthropus robustus                                                         |
|  |                                                                               |
|  | Paranthropus boisei                                                           |
|  |                                                                               |

|  | Paranthropus robustus |
|  |                       |
|  | Paranthropus boisei   |
|  |                       |

|  | Australopithecus afarensis |
|  |                            |
|  | Australopithecus garhi     |
|  |                            |

|  | Paranthropus aethiopicus                                                      |
|  |                                                                               |
|  | \| \| Paranthropus robustus \| \| \| \| \| \| Paranthropus boisei \| \| \| \| |
|  |                                                                               |
|  | Paranthropus robustus                                                         |
|  |                                                                               |
|  | Paranthropus boisei                                                           |
|  |                                                                               |

|  | Paranthropus robustus |
|  |                       |
|  | Paranthropus boisei   |
|  |                       |

|  | Paranthropus aethiopicus                                                      |
|  |                                                                               |
|  | \| \| Paranthropus robustus \| \| \| \| \| \| Paranthropus boisei \| \| \| \| |
|  |                                                                               |
|  | Paranthropus robustus                                                         |
|  |                                                                               |
|  | Paranthropus boisei                                                           |
|  |                                                                               |

|  | Paranthropus robustus |
|  |                       |
|  | Paranthropus boisei   |
|  |                       |

|  | Paranthropus aethiopicus                                                      |
|  |                                                                               |
|  | \| \| Paranthropus robustus \| \| \| \| \| \| Paranthropus boisei \| \| \| \| |
|  |                                                                               |
|  | Paranthropus robustus                                                         |
|  |                                                                               |
|  | Paranthropus boisei                                                           |
|  |                                                                               |

|  | Paranthropus robustus |
|  |                       |
|  | Paranthropus boisei   |
|  |                       |

|  | Paranthropus aethiopicus                                                      |
|  |                                                                               |
|  | \| \| Paranthropus robustus \| \| \| \| \| \| Paranthropus boisei \| \| \| \| |
|  |                                                                               |
|  | Paranthropus robustus                                                         |
|  |                                                                               |
|  | Paranthropus boisei                                                           |
|  |                                                                               |

|  | Paranthropus robustus |
|  |                       |
|  | Paranthropus boisei   |
|  |                       |

|  | Paranthropus aethiopicus                                                      |
|  |                                                                               |
|  | \| \| Paranthropus robustus \| \| \| \| \| \| Paranthropus boisei \| \| \| \| |
|  |                                                                               |
|  | Paranthropus robustus                                                         |
|  |                                                                               |
|  | Paranthropus boisei                                                           |
|  |                                                                               |

|  | Paranthropus robustus |
|  |                       |
|  | Paranthropus boisei   |
|  |                       |

|  | Paranthropus aethiopicus                                                      |
|  |                                                                               |
|  | \| \| Paranthropus robustus \| \| \| \| \| \| Paranthropus boisei \| \| \| \| |
|  |                                                                               |
|  | Paranthropus robustus                                                         |
|  |                                                                               |
|  | Paranthropus boisei                                                           |
|  |                                                                               |

|  | Paranthropus robustus |
|  |                       |
|  | Paranthropus boisei   |
|  |                       |

|  | Paranthropus aethiopicus                                                      |
|  |                                                                               |
|  | \| \| Paranthropus robustus \| \| \| \| \| \| Paranthropus boisei \| \| \| \| |
|  |                                                                               |
|  | Paranthropus robustus                                                         |
|  |                                                                               |
|  | Paranthropus boisei                                                           |
|  |                                                                               |

|  | Paranthropus robustus |
|  |                       |
|  | Paranthropus boisei   |
|  |                       |

|  | Paranthropus aethiopicus                                                      |
|  |                                                                               |
|  | \| \| Paranthropus robustus \| \| \| \| \| \| Paranthropus boisei \| \| \| \| |
|  |                                                                               |
|  | Paranthropus robustus                                                         |
|  |                                                                               |
|  | Paranthropus boisei                                                           |
|  |                                                                               |

|  | Paranthropus robustus |
|  |                       |
|  | Paranthropus boisei   |
|  |                       |

|  | Australopithecus afarensis |
|  |                            |
|  | Australopithecus garhi     |
|  |                            |

|  | Paranthropus aethiopicus                                                      |
|  |                                                                               |
|  | \| \| Paranthropus robustus \| \| \| \| \| \| Paranthropus boisei \| \| \| \| |
|  |                                                                               |
|  | Paranthropus robustus                                                         |
|  |                                                                               |
|  | Paranthropus boisei                                                           |
|  |                                                                               |

|  | Paranthropus robustus |
|  |                       |
|  | Paranthropus boisei   |
|  |                       |

|  | Paranthropus aethiopicus                                                      |
|  |                                                                               |
|  | \| \| Paranthropus robustus \| \| \| \| \| \| Paranthropus boisei \| \| \| \| |
|  |                                                                               |
|  | Paranthropus robustus                                                         |
|  |                                                                               |
|  | Paranthropus boisei                                                           |
|  |                                                                               |

|  | Paranthropus robustus |
|  |                       |
|  | Paranthropus boisei   |
|  |                       |

|  | Paranthropus aethiopicus                                                      |
|  |                                                                               |
|  | \| \| Paranthropus robustus \| \| \| \| \| \| Paranthropus boisei \| \| \| \| |
|  |                                                                               |
|  | Paranthropus robustus                                                         |
|  |                                                                               |
|  | Paranthropus boisei                                                           |
|  |                                                                               |

|  | Paranthropus robustus |
|  |                       |
|  | Paranthropus boisei   |
|  |                       |

|  | Paranthropus aethiopicus                                                      |
|  |                                                                               |
|  | \| \| Paranthropus robustus \| \| \| \| \| \| Paranthropus boisei \| \| \| \| |
|  |                                                                               |
|  | Paranthropus robustus                                                         |
|  |                                                                               |
|  | Paranthropus boisei                                                           |
|  |                                                                               |

|  | Paranthropus robustus |
|  |                       |
|  | Paranthropus boisei   |
|  |                       |

|  | Paranthropus aethiopicus                                                      |
|  |                                                                               |
|  | \| \| Paranthropus robustus \| \| \| \| \| \| Paranthropus boisei \| \| \| \| |
|  |                                                                               |
|  | Paranthropus robustus                                                         |
|  |                                                                               |
|  | Paranthropus boisei                                                           |
|  |                                                                               |

|  | Paranthropus robustus |
|  |                       |
|  | Paranthropus boisei   |
|  |                       |

|  | Paranthropus aethiopicus                                                      |
|  |                                                                               |
|  | \| \| Paranthropus robustus \| \| \| \| \| \| Paranthropus boisei \| \| \| \| |
|  |                                                                               |
|  | Paranthropus robustus                                                         |
|  |                                                                               |
|  | Paranthropus boisei                                                           |
|  |                                                                               |

|  | Paranthropus robustus |
|  |                       |
|  | Paranthropus boisei   |
|  |                       |

|  | Paranthropus aethiopicus                                                      |
|  |                                                                               |
|  | \| \| Paranthropus robustus \| \| \| \| \| \| Paranthropus boisei \| \| \| \| |
|  |                                                                               |
|  | Paranthropus robustus                                                         |
|  |                                                                               |
|  | Paranthropus boisei                                                           |
|  |                                                                               |

|  | Paranthropus robustus |
|  |                       |
|  | Paranthropus boisei   |
|  |                       |

|  | Paranthropus aethiopicus                                                      |
|  |                                                                               |
|  | \| \| Paranthropus robustus \| \| \| \| \| \| Paranthropus boisei \| \| \| \| |
|  |                                                                               |
|  | Paranthropus robustus                                                         |
|  |                                                                               |
|  | Paranthropus boisei                                                           |
|  |                                                                               |

|  | Paranthropus robustus |
|  |                       |
|  | Paranthropus boisei   |
|  |                       |

|  | Australopithecus afarensis |
|  |                            |
|  | Australopithecus garhi     |
|  |                            |

|  | Paranthropus aethiopicus                                                      |
|  |                                                                               |
|  | \| \| Paranthropus robustus \| \| \| \| \| \| Paranthropus boisei \| \| \| \| |
|  |                                                                               |
|  | Paranthropus robustus                                                         |
|  |                                                                               |
|  | Paranthropus boisei                                                           |
|  |                                                                               |

|  | Paranthropus robustus |
|  |                       |
|  | Paranthropus boisei   |
|  |                       |

|  | Paranthropus aethiopicus                                                      |
|  |                                                                               |
|  | \| \| Paranthropus robustus \| \| \| \| \| \| Paranthropus boisei \| \| \| \| |
|  |                                                                               |
|  | Paranthropus robustus                                                         |
|  |                                                                               |
|  | Paranthropus boisei                                                           |
|  |                                                                               |

|  | Paranthropus robustus |
|  |                       |
|  | Paranthropus boisei   |
|  |                       |

|  | Paranthropus aethiopicus                                                      |
|  |                                                                               |
|  | \| \| Paranthropus robustus \| \| \| \| \| \| Paranthropus boisei \| \| \| \| |
|  |                                                                               |
|  | Paranthropus robustus                                                         |
|  |                                                                               |
|  | Paranthropus boisei                                                           |
|  |                                                                               |

|  | Paranthropus robustus |
|  |                       |
|  | Paranthropus boisei   |
|  |                       |

|  | Paranthropus aethiopicus                                                      |
|  |                                                                               |
|  | \| \| Paranthropus robustus \| \| \| \| \| \| Paranthropus boisei \| \| \| \| |
|  |                                                                               |
|  | Paranthropus robustus                                                         |
|  |                                                                               |
|  | Paranthropus boisei                                                           |
|  |                                                                               |

|  | Paranthropus robustus |
|  |                       |
|  | Paranthropus boisei   |
|  |                       |

|  | Paranthropus aethiopicus                                                      |
|  |                                                                               |
|  | \| \| Paranthropus robustus \| \| \| \| \| \| Paranthropus boisei \| \| \| \| |
|  |                                                                               |
|  | Paranthropus robustus                                                         |
|  |                                                                               |
|  | Paranthropus boisei                                                           |
|  |                                                                               |

|  | Paranthropus robustus |
|  |                       |
|  | Paranthropus boisei   |
|  |                       |

|  | Paranthropus aethiopicus                                                      |
|  |                                                                               |
|  | \| \| Paranthropus robustus \| \| \| \| \| \| Paranthropus boisei \| \| \| \| |
|  |                                                                               |
|  | Paranthropus robustus                                                         |
|  |                                                                               |
|  | Paranthropus boisei                                                           |
|  |                                                                               |

|  | Paranthropus robustus |
|  |                       |
|  | Paranthropus boisei   |
|  |                       |

|  | Paranthropus aethiopicus                                                      |
|  |                                                                               |
|  | \| \| Paranthropus robustus \| \| \| \| \| \| Paranthropus boisei \| \| \| \| |
|  |                                                                               |
|  | Paranthropus robustus                                                         |
|  |                                                                               |
|  | Paranthropus boisei                                                           |
|  |                                                                               |

|  | Paranthropus robustus |
|  |                       |
|  | Paranthropus boisei   |
|  |                       |

|  | Paranthropus aethiopicus                                                      |
|  |                                                                               |
|  | \| \| Paranthropus robustus \| \| \| \| \| \| Paranthropus boisei \| \| \| \| |
|  |                                                                               |
|  | Paranthropus robustus                                                         |
|  |                                                                               |
|  | Paranthropus boisei                                                           |
|  |                                                                               |

|  | Paranthropus robustus |
|  |                       |
|  | Paranthropus boisei   |
|  |                       |

|  | Australopithecus afarensis |
|  |                            |
|  | Australopithecus garhi     |
|  |                            |

|  | Paranthropus aethiopicus                                                      |
|  |                                                                               |
|  | \| \| Paranthropus robustus \| \| \| \| \| \| Paranthropus boisei \| \| \| \| |
|  |                                                                               |
|  | Paranthropus robustus                                                         |
|  |                                                                               |
|  | Paranthropus boisei                                                           |
|  |                                                                               |

|  | Paranthropus robustus |
|  |                       |
|  | Paranthropus boisei   |
|  |                       |

|  | Paranthropus aethiopicus                                                      |
|  |                                                                               |
|  | \| \| Paranthropus robustus \| \| \| \| \| \| Paranthropus boisei \| \| \| \| |
|  |                                                                               |
|  | Paranthropus robustus                                                         |
|  |                                                                               |
|  | Paranthropus boisei                                                           |
|  |                                                                               |

|  | Paranthropus robustus |
|  |                       |
|  | Paranthropus boisei   |
|  |                       |

|  | Paranthropus aethiopicus                                                      |
|  |                                                                               |
|  | \| \| Paranthropus robustus \| \| \| \| \| \| Paranthropus boisei \| \| \| \| |
|  |                                                                               |
|  | Paranthropus robustus                                                         |
|  |                                                                               |
|  | Paranthropus boisei                                                           |
|  |                                                                               |

|  | Paranthropus robustus |
|  |                       |
|  | Paranthropus boisei   |
|  |                       |

|  | Paranthropus aethiopicus                                                      |
|  |                                                                               |
|  | \| \| Paranthropus robustus \| \| \| \| \| \| Paranthropus boisei \| \| \| \| |
|  |                                                                               |
|  | Paranthropus robustus                                                         |
|  |                                                                               |
|  | Paranthropus boisei                                                           |
|  |                                                                               |

|  | Paranthropus robustus |
|  |                       |
|  | Paranthropus boisei   |
|  |                       |

|  | Paranthropus aethiopicus                                                      |
|  |                                                                               |
|  | \| \| Paranthropus robustus \| \| \| \| \| \| Paranthropus boisei \| \| \| \| |
|  |                                                                               |
|  | Paranthropus robustus                                                         |
|  |                                                                               |
|  | Paranthropus boisei                                                           |
|  |                                                                               |

|  | Paranthropus robustus |
|  |                       |
|  | Paranthropus boisei   |
|  |                       |

|  | Paranthropus aethiopicus                                                      |
|  |                                                                               |
|  | \| \| Paranthropus robustus \| \| \| \| \| \| Paranthropus boisei \| \| \| \| |
|  |                                                                               |
|  | Paranthropus robustus                                                         |
|  |                                                                               |
|  | Paranthropus boisei                                                           |
|  |                                                                               |

|  | Paranthropus robustus |
|  |                       |
|  | Paranthropus boisei   |
|  |                       |

|  | Paranthropus aethiopicus                                                      |
|  |                                                                               |
|  | \| \| Paranthropus robustus \| \| \| \| \| \| Paranthropus boisei \| \| \| \| |
|  |                                                                               |
|  | Paranthropus robustus                                                         |
|  |                                                                               |
|  | Paranthropus boisei                                                           |
|  |                                                                               |

|  | Paranthropus robustus |
|  |                       |
|  | Paranthropus boisei   |
|  |                       |

|  | Paranthropus aethiopicus                                                      |
|  |                                                                               |
|  | \| \| Paranthropus robustus \| \| \| \| \| \| Paranthropus boisei \| \| \| \| |
|  |                                                                               |
|  | Paranthropus robustus                                                         |
|  |                                                                               |
|  | Paranthropus boisei                                                           |
|  |                                                                               |

|  | Paranthropus robustus |
|  |                       |
|  | Paranthropus boisei   |
|  |                       |

|  | Australopithecus afarensis |
|  |                            |
|  | Australopithecus garhi     |
|  |                            |

|  | Paranthropus aethiopicus                                                      |
|  |                                                                               |
|  | \| \| Paranthropus robustus \| \| \| \| \| \| Paranthropus boisei \| \| \| \| |
|  |                                                                               |
|  | Paranthropus robustus                                                         |
|  |                                                                               |
|  | Paranthropus boisei                                                           |
|  |                                                                               |

|  | Paranthropus robustus |
|  |                       |
|  | Paranthropus boisei   |
|  |                       |

|  | Paranthropus aethiopicus                                                      |
|  |                                                                               |
|  | \| \| Paranthropus robustus \| \| \| \| \| \| Paranthropus boisei \| \| \| \| |
|  |                                                                               |
|  | Paranthropus robustus                                                         |
|  |                                                                               |
|  | Paranthropus boisei                                                           |
|  |                                                                               |

|  | Paranthropus robustus |
|  |                       |
|  | Paranthropus boisei   |
|  |                       |

|  | Paranthropus aethiopicus                                                      |
|  |                                                                               |
|  | \| \| Paranthropus robustus \| \| \| \| \| \| Paranthropus boisei \| \| \| \| |
|  |                                                                               |
|  | Paranthropus robustus                                                         |
|  |                                                                               |
|  | Paranthropus boisei                                                           |
|  |                                                                               |

|  | Paranthropus robustus |
|  |                       |
|  | Paranthropus boisei   |
|  |                       |

|  | Paranthropus aethiopicus                                                      |
|  |                                                                               |
|  | \| \| Paranthropus robustus \| \| \| \| \| \| Paranthropus boisei \| \| \| \| |
|  |                                                                               |
|  | Paranthropus robustus                                                         |
|  |                                                                               |
|  | Paranthropus boisei                                                           |
|  |                                                                               |

|  | Paranthropus robustus |
|  |                       |
|  | Paranthropus boisei   |
|  |                       |

|  | Paranthropus aethiopicus                                                      |
|  |                                                                               |
|  | \| \| Paranthropus robustus \| \| \| \| \| \| Paranthropus boisei \| \| \| \| |
|  |                                                                               |
|  | Paranthropus robustus                                                         |
|  |                                                                               |
|  | Paranthropus boisei                                                           |
|  |                                                                               |

|  | Paranthropus robustus |
|  |                       |
|  | Paranthropus boisei   |
|  |                       |

|  | Paranthropus aethiopicus                                                      |
|  |                                                                               |
|  | \| \| Paranthropus robustus \| \| \| \| \| \| Paranthropus boisei \| \| \| \| |
|  |                                                                               |
|  | Paranthropus robustus                                                         |
|  |                                                                               |
|  | Paranthropus boisei                                                           |
|  |                                                                               |

|  | Paranthropus robustus |
|  |                       |
|  | Paranthropus boisei   |
|  |                       |

|  | Paranthropus aethiopicus                                                      |
|  |                                                                               |
|  | \| \| Paranthropus robustus \| \| \| \| \| \| Paranthropus boisei \| \| \| \| |
|  |                                                                               |
|  | Paranthropus robustus                                                         |
|  |                                                                               |
|  | Paranthropus boisei                                                           |
|  |                                                                               |

|  | Paranthropus robustus |
|  |                       |
|  | Paranthropus boisei   |
|  |                       |

|  | Paranthropus aethiopicus                                                      |
|  |                                                                               |
|  | \| \| Paranthropus robustus \| \| \| \| \| \| Paranthropus boisei \| \| \| \| |
|  |                                                                               |
|  | Paranthropus robustus                                                         |
|  |                                                                               |
|  | Paranthropus boisei                                                           |
|  |                                                                               |

|  | Paranthropus robustus |
|  |                       |
|  | Paranthropus boisei   |
|  |                       |

|  | Australopithecus afarensis |
|  |                            |
|  | Australopithecus garhi     |
|  |                            |

|  | Paranthropus aethiopicus                                                      |
|  |                                                                               |
|  | \| \| Paranthropus robustus \| \| \| \| \| \| Paranthropus boisei \| \| \| \| |
|  |                                                                               |
|  | Paranthropus robustus                                                         |
|  |                                                                               |
|  | Paranthropus boisei                                                           |
|  |                                                                               |

|  | Paranthropus robustus |
|  |                       |
|  | Paranthropus boisei   |
|  |                       |

|  | Paranthropus aethiopicus                                                      |
|  |                                                                               |
|  | \| \| Paranthropus robustus \| \| \| \| \| \| Paranthropus boisei \| \| \| \| |
|  |                                                                               |
|  | Paranthropus robustus                                                         |
|  |                                                                               |
|  | Paranthropus boisei                                                           |
|  |                                                                               |

|  | Paranthropus robustus |
|  |                       |
|  | Paranthropus boisei   |
|  |                       |

|  | Paranthropus aethiopicus                                                      |
|  |                                                                               |
|  | \| \| Paranthropus robustus \| \| \| \| \| \| Paranthropus boisei \| \| \| \| |
|  |                                                                               |
|  | Paranthropus robustus                                                         |
|  |                                                                               |
|  | Paranthropus boisei                                                           |
|  |                                                                               |

|  | Paranthropus robustus |
|  |                       |
|  | Paranthropus boisei   |
|  |                       |

|  | Paranthropus aethiopicus                                                      |
|  |                                                                               |
|  | \| \| Paranthropus robustus \| \| \| \| \| \| Paranthropus boisei \| \| \| \| |
|  |                                                                               |
|  | Paranthropus robustus                                                         |
|  |                                                                               |
|  | Paranthropus boisei                                                           |
|  |                                                                               |

|  | Paranthropus robustus |
|  |                       |
|  | Paranthropus boisei   |
|  |                       |

|  | Paranthropus aethiopicus                                                      |
|  |                                                                               |
|  | \| \| Paranthropus robustus \| \| \| \| \| \| Paranthropus boisei \| \| \| \| |
|  |                                                                               |
|  | Paranthropus robustus                                                         |
|  |                                                                               |
|  | Paranthropus boisei                                                           |
|  |                                                                               |

|  | Paranthropus robustus |
|  |                       |
|  | Paranthropus boisei   |
|  |                       |

|  | Paranthropus aethiopicus                                                      |
|  |                                                                               |
|  | \| \| Paranthropus robustus \| \| \| \| \| \| Paranthropus boisei \| \| \| \| |
|  |                                                                               |
|  | Paranthropus robustus                                                         |
|  |                                                                               |
|  | Paranthropus boisei                                                           |
|  |                                                                               |

|  | Paranthropus robustus |
|  |                       |
|  | Paranthropus boisei   |
|  |                       |

|  | Paranthropus aethiopicus                                                      |
|  |                                                                               |
|  | \| \| Paranthropus robustus \| \| \| \| \| \| Paranthropus boisei \| \| \| \| |
|  |                                                                               |
|  | Paranthropus robustus                                                         |
|  |                                                                               |
|  | Paranthropus boisei                                                           |
|  |                                                                               |

|  | Paranthropus robustus |
|  |                       |
|  | Paranthropus boisei   |
|  |                       |

|  | Paranthropus aethiopicus                                                      |
|  |                                                                               |
|  | \| \| Paranthropus robustus \| \| \| \| \| \| Paranthropus boisei \| \| \| \| |
|  |                                                                               |
|  | Paranthropus robustus                                                         |
|  |                                                                               |
|  | Paranthropus boisei                                                           |
|  |                                                                               |

|  | Paranthropus robustus |
|  |                       |
|  | Paranthropus boisei   |
|  |                       |

|  | Australopithecus afarensis |
|  |                            |
|  | Australopithecus garhi     |
|  |                            |

|  | Paranthropus aethiopicus                                                      |
|  |                                                                               |
|  | \| \| Paranthropus robustus \| \| \| \| \| \| Paranthropus boisei \| \| \| \| |
|  |                                                                               |
|  | Paranthropus robustus                                                         |
|  |                                                                               |
|  | Paranthropus boisei                                                           |
|  |                                                                               |

|  | Paranthropus robustus |
|  |                       |
|  | Paranthropus boisei   |
|  |                       |

|  | Paranthropus aethiopicus                                                      |
|  |                                                                               |
|  | \| \| Paranthropus robustus \| \| \| \| \| \| Paranthropus boisei \| \| \| \| |
|  |                                                                               |
|  | Paranthropus robustus                                                         |
|  |                                                                               |
|  | Paranthropus boisei                                                           |
|  |                                                                               |

|  | Paranthropus robustus |
|  |                       |
|  | Paranthropus boisei   |
|  |                       |

|  | Paranthropus aethiopicus                                                      |
|  |                                                                               |
|  | \| \| Paranthropus robustus \| \| \| \| \| \| Paranthropus boisei \| \| \| \| |
|  |                                                                               |
|  | Paranthropus robustus                                                         |
|  |                                                                               |
|  | Paranthropus boisei                                                           |
|  |                                                                               |

|  | Paranthropus robustus |
|  |                       |
|  | Paranthropus boisei   |
|  |                       |

|  | Paranthropus aethiopicus                                                      |
|  |                                                                               |
|  | \| \| Paranthropus robustus \| \| \| \| \| \| Paranthropus boisei \| \| \| \| |
|  |                                                                               |
|  | Paranthropus robustus                                                         |
|  |                                                                               |
|  | Paranthropus boisei                                                           |
|  |                                                                               |

|  | Paranthropus robustus |
|  |                       |
|  | Paranthropus boisei   |
|  |                       |

|  | Paranthropus aethiopicus                                                      |
|  |                                                                               |
|  | \| \| Paranthropus robustus \| \| \| \| \| \| Paranthropus boisei \| \| \| \| |
|  |                                                                               |
|  | Paranthropus robustus                                                         |
|  |                                                                               |
|  | Paranthropus boisei                                                           |
|  |                                                                               |

|  | Paranthropus robustus |
|  |                       |
|  | Paranthropus boisei   |
|  |                       |

|  | Paranthropus aethiopicus                                                      |
|  |                                                                               |
|  | \| \| Paranthropus robustus \| \| \| \| \| \| Paranthropus boisei \| \| \| \| |
|  |                                                                               |
|  | Paranthropus robustus                                                         |
|  |                                                                               |
|  | Paranthropus boisei                                                           |
|  |                                                                               |

|  | Paranthropus robustus |
|  |                       |
|  | Paranthropus boisei   |
|  |                       |

|  | Paranthropus aethiopicus                                                      |
|  |                                                                               |
|  | \| \| Paranthropus robustus \| \| \| \| \| \| Paranthropus boisei \| \| \| \| |
|  |                                                                               |
|  | Paranthropus robustus                                                         |
|  |                                                                               |
|  | Paranthropus boisei                                                           |
|  |                                                                               |

|  | Paranthropus robustus |
|  |                       |
|  | Paranthropus boisei   |
|  |                       |

|  | Paranthropus aethiopicus                                                      |
|  |                                                                               |
|  | \| \| Paranthropus robustus \| \| \| \| \| \| Paranthropus boisei \| \| \| \| |
|  |                                                                               |
|  | Paranthropus robustus                                                         |
|  |                                                                               |
|  | Paranthropus boisei                                                           |
|  |                                                                               |

|  | Paranthropus robustus |
|  |                       |
|  | Paranthropus boisei   |
|  |                       |

|  | Australopithecus afarensis |
|  |                            |
|  | Australopithecus garhi     |
|  |                            |

|  | Paranthropus aethiopicus                                                      |
|  |                                                                               |
|  | \| \| Paranthropus robustus \| \| \| \| \| \| Paranthropus boisei \| \| \| \| |
|  |                                                                               |
|  | Paranthropus robustus                                                         |
|  |                                                                               |
|  | Paranthropus boisei                                                           |
|  |                                                                               |

|  | Paranthropus robustus |
|  |                       |
|  | Paranthropus boisei   |
|  |                       |

|  | Paranthropus aethiopicus                                                      |
|  |                                                                               |
|  | \| \| Paranthropus robustus \| \| \| \| \| \| Paranthropus boisei \| \| \| \| |
|  |                                                                               |
|  | Paranthropus robustus                                                         |
|  |                                                                               |
|  | Paranthropus boisei                                                           |
|  |                                                                               |

|  | Paranthropus robustus |
|  |                       |
|  | Paranthropus boisei   |
|  |                       |

|  | Paranthropus aethiopicus                                                      |
|  |                                                                               |
|  | \| \| Paranthropus robustus \| \| \| \| \| \| Paranthropus boisei \| \| \| \| |
|  |                                                                               |
|  | Paranthropus robustus                                                         |
|  |                                                                               |
|  | Paranthropus boisei                                                           |
|  |                                                                               |

|  | Paranthropus robustus |
|  |                       |
|  | Paranthropus boisei   |
|  |                       |

|  | Paranthropus aethiopicus                                                      |
|  |                                                                               |
|  | \| \| Paranthropus robustus \| \| \| \| \| \| Paranthropus boisei \| \| \| \| |
|  |                                                                               |
|  | Paranthropus robustus                                                         |
|  |                                                                               |
|  | Paranthropus boisei                                                           |
|  |                                                                               |

|  | Paranthropus robustus |
|  |                       |
|  | Paranthropus boisei   |
|  |                       |

|  | Paranthropus aethiopicus                                                      |
|  |                                                                               |
|  | \| \| Paranthropus robustus \| \| \| \| \| \| Paranthropus boisei \| \| \| \| |
|  |                                                                               |
|  | Paranthropus robustus                                                         |
|  |                                                                               |
|  | Paranthropus boisei                                                           |
|  |                                                                               |

|  | Paranthropus robustus |
|  |                       |
|  | Paranthropus boisei   |
|  |                       |

|  | Paranthropus aethiopicus                                                      |
|  |                                                                               |
|  | \| \| Paranthropus robustus \| \| \| \| \| \| Paranthropus boisei \| \| \| \| |
|  |                                                                               |
|  | Paranthropus robustus                                                         |
|  |                                                                               |
|  | Paranthropus boisei                                                           |
|  |                                                                               |

|  | Paranthropus robustus |
|  |                       |
|  | Paranthropus boisei   |
|  |                       |

|  | Paranthropus aethiopicus                                                      |
|  |                                                                               |
|  | \| \| Paranthropus robustus \| \| \| \| \| \| Paranthropus boisei \| \| \| \| |
|  |                                                                               |
|  | Paranthropus robustus                                                         |
|  |                                                                               |
|  | Paranthropus boisei                                                           |
|  |                                                                               |

|  | Paranthropus robustus |
|  |                       |
|  | Paranthropus boisei   |
|  |                       |

|  | Paranthropus aethiopicus                                                      |
|  |                                                                               |
|  | \| \| Paranthropus robustus \| \| \| \| \| \| Paranthropus boisei \| \| \| \| |
|  |                                                                               |
|  | Paranthropus robustus                                                         |
|  |                                                                               |
|  | Paranthropus boisei                                                           |
|  |                                                                               |

|  | Paranthropus robustus |
|  |                       |
|  | Paranthropus boisei   |
|  |                       |

|  | Australopithecus afarensis |
|  |                            |
|  | Australopithecus garhi     |
|  |                            |

|  | Paranthropus aethiopicus                                                      |
|  |                                                                               |
|  | \| \| Paranthropus robustus \| \| \| \| \| \| Paranthropus boisei \| \| \| \| |
|  |                                                                               |
|  | Paranthropus robustus                                                         |
|  |                                                                               |
|  | Paranthropus boisei                                                           |
|  |                                                                               |

|  | Paranthropus robustus |
|  |                       |
|  | Paranthropus boisei   |
|  |                       |

|  | Paranthropus aethiopicus                                                      |
|  |                                                                               |
|  | \| \| Paranthropus robustus \| \| \| \| \| \| Paranthropus boisei \| \| \| \| |
|  |                                                                               |
|  | Paranthropus robustus                                                         |
|  |                                                                               |
|  | Paranthropus boisei                                                           |
|  |                                                                               |

|  | Paranthropus robustus |
|  |                       |
|  | Paranthropus boisei   |
|  |                       |

|  | Paranthropus aethiopicus                                                      |
|  |                                                                               |
|  | \| \| Paranthropus robustus \| \| \| \| \| \| Paranthropus boisei \| \| \| \| |
|  |                                                                               |
|  | Paranthropus robustus                                                         |
|  |                                                                               |
|  | Paranthropus boisei                                                           |
|  |                                                                               |

|  | Paranthropus robustus |
|  |                       |
|  | Paranthropus boisei   |
|  |                       |

|  | Paranthropus aethiopicus                                                      |
|  |                                                                               |
|  | \| \| Paranthropus robustus \| \| \| \| \| \| Paranthropus boisei \| \| \| \| |
|  |                                                                               |
|  | Paranthropus robustus                                                         |
|  |                                                                               |
|  | Paranthropus boisei                                                           |
|  |                                                                               |

|  | Paranthropus robustus |
|  |                       |
|  | Paranthropus boisei   |
|  |                       |

|  | Paranthropus aethiopicus                                                      |
|  |                                                                               |
|  | \| \| Paranthropus robustus \| \| \| \| \| \| Paranthropus boisei \| \| \| \| |
|  |                                                                               |
|  | Paranthropus robustus                                                         |
|  |                                                                               |
|  | Paranthropus boisei                                                           |
|  |                                                                               |

|  | Paranthropus robustus |
|  |                       |
|  | Paranthropus boisei   |
|  |                       |

|  | Paranthropus aethiopicus                                                      |
|  |                                                                               |
|  | \| \| Paranthropus robustus \| \| \| \| \| \| Paranthropus boisei \| \| \| \| |
|  |                                                                               |
|  | Paranthropus robustus                                                         |
|  |                                                                               |
|  | Paranthropus boisei                                                           |
|  |                                                                               |

|  | Paranthropus robustus |
|  |                       |
|  | Paranthropus boisei   |
|  |                       |

|  | Paranthropus aethiopicus                                                      |
|  |                                                                               |
|  | \| \| Paranthropus robustus \| \| \| \| \| \| Paranthropus boisei \| \| \| \| |
|  |                                                                               |
|  | Paranthropus robustus                                                         |
|  |                                                                               |
|  | Paranthropus boisei                                                           |
|  |                                                                               |

|  | Paranthropus robustus |
|  |                       |
|  | Paranthropus boisei   |
|  |                       |

|  | Paranthropus aethiopicus                                                      |
|  |                                                                               |
|  | \| \| Paranthropus robustus \| \| \| \| \| \| Paranthropus boisei \| \| \| \| |
|  |                                                                               |
|  | Paranthropus robustus                                                         |
|  |                                                                               |
|  | Paranthropus boisei                                                           |
|  |                                                                               |

|  | Paranthropus robustus |
|  |                       |
|  | Paranthropus boisei   |
|  |                       |

|  | Australopithecus afarensis |
|  |                            |
|  | Australopithecus garhi     |
|  |                            |

|  | Paranthropus aethiopicus                                                      |
|  |                                                                               |
|  | \| \| Paranthropus robustus \| \| \| \| \| \| Paranthropus boisei \| \| \| \| |
|  |                                                                               |
|  | Paranthropus robustus                                                         |
|  |                                                                               |
|  | Paranthropus boisei                                                           |
|  |                                                                               |

|  | Paranthropus robustus |
|  |                       |
|  | Paranthropus boisei   |
|  |                       |

|  | Paranthropus aethiopicus                                                      |
|  |                                                                               |
|  | \| \| Paranthropus robustus \| \| \| \| \| \| Paranthropus boisei \| \| \| \| |
|  |                                                                               |
|  | Paranthropus robustus                                                         |
|  |                                                                               |
|  | Paranthropus boisei                                                           |
|  |                                                                               |

|  | Paranthropus robustus |
|  |                       |
|  | Paranthropus boisei   |
|  |                       |

|  | Paranthropus aethiopicus                                                      |
|  |                                                                               |
|  | \| \| Paranthropus robustus \| \| \| \| \| \| Paranthropus boisei \| \| \| \| |
|  |                                                                               |
|  | Paranthropus robustus                                                         |
|  |                                                                               |
|  | Paranthropus boisei                                                           |
|  |                                                                               |

|  | Paranthropus robustus |
|  |                       |
|  | Paranthropus boisei   |
|  |                       |

|  | Paranthropus aethiopicus                                                      |
|  |                                                                               |
|  | \| \| Paranthropus robustus \| \| \| \| \| \| Paranthropus boisei \| \| \| \| |
|  |                                                                               |
|  | Paranthropus robustus                                                         |
|  |                                                                               |
|  | Paranthropus boisei                                                           |
|  |                                                                               |

|  | Paranthropus robustus |
|  |                       |
|  | Paranthropus boisei   |
|  |                       |

|  | Paranthropus aethiopicus                                                      |
|  |                                                                               |
|  | \| \| Paranthropus robustus \| \| \| \| \| \| Paranthropus boisei \| \| \| \| |
|  |                                                                               |
|  | Paranthropus robustus                                                         |
|  |                                                                               |
|  | Paranthropus boisei                                                           |
|  |                                                                               |

|  | Paranthropus robustus |
|  |                       |
|  | Paranthropus boisei   |
|  |                       |

|  | Paranthropus aethiopicus                                                      |
|  |                                                                               |
|  | \| \| Paranthropus robustus \| \| \| \| \| \| Paranthropus boisei \| \| \| \| |
|  |                                                                               |
|  | Paranthropus robustus                                                         |
|  |                                                                               |
|  | Paranthropus boisei                                                           |
|  |                                                                               |

|  | Paranthropus robustus |
|  |                       |
|  | Paranthropus boisei   |
|  |                       |

|  | Paranthropus aethiopicus                                                      |
|  |                                                                               |
|  | \| \| Paranthropus robustus \| \| \| \| \| \| Paranthropus boisei \| \| \| \| |
|  |                                                                               |
|  | Paranthropus robustus                                                         |
|  |                                                                               |
|  | Paranthropus boisei                                                           |
|  |                                                                               |

|  | Paranthropus robustus |
|  |                       |
|  | Paranthropus boisei   |
|  |                       |

|  | Paranthropus aethiopicus                                                      |
|  |                                                                               |
|  | \| \| Paranthropus robustus \| \| \| \| \| \| Paranthropus boisei \| \| \| \| |
|  |                                                                               |
|  | Paranthropus robustus                                                         |
|  |                                                                               |
|  | Paranthropus boisei                                                           |
|  |                                                                               |

|  | Paranthropus robustus |
|  |                       |
|  | Paranthropus boisei   |
|  |                       |

|  | Australopithecus afarensis |
|  |                            |
|  | Australopithecus garhi     |
|  |                            |

|  | Paranthropus aethiopicus                                                      |
|  |                                                                               |
|  | \| \| Paranthropus robustus \| \| \| \| \| \| Paranthropus boisei \| \| \| \| |
|  |                                                                               |
|  | Paranthropus robustus                                                         |
|  |                                                                               |
|  | Paranthropus boisei                                                           |
|  |                                                                               |

|  | Paranthropus robustus |
|  |                       |
|  | Paranthropus boisei   |
|  |                       |

|  | Paranthropus aethiopicus                                                      |
|  |                                                                               |
|  | \| \| Paranthropus robustus \| \| \| \| \| \| Paranthropus boisei \| \| \| \| |
|  |                                                                               |
|  | Paranthropus robustus                                                         |
|  |                                                                               |
|  | Paranthropus boisei                                                           |
|  |                                                                               |

|  | Paranthropus robustus |
|  |                       |
|  | Paranthropus boisei   |
|  |                       |

|  | Paranthropus aethiopicus                                                      |
|  |                                                                               |
|  | \| \| Paranthropus robustus \| \| \| \| \| \| Paranthropus boisei \| \| \| \| |
|  |                                                                               |
|  | Paranthropus robustus                                                         |
|  |                                                                               |
|  | Paranthropus boisei                                                           |
|  |                                                                               |

|  | Paranthropus robustus |
|  |                       |
|  | Paranthropus boisei   |
|  |                       |

|  | Paranthropus aethiopicus                                                      |
|  |                                                                               |
|  | \| \| Paranthropus robustus \| \| \| \| \| \| Paranthropus boisei \| \| \| \| |
|  |                                                                               |
|  | Paranthropus robustus                                                         |
|  |                                                                               |
|  | Paranthropus boisei                                                           |
|  |                                                                               |

|  | Paranthropus robustus |
|  |                       |
|  | Paranthropus boisei   |
|  |                       |

|  | Paranthropus aethiopicus                                                      |
|  |                                                                               |
|  | \| \| Paranthropus robustus \| \| \| \| \| \| Paranthropus boisei \| \| \| \| |
|  |                                                                               |
|  | Paranthropus robustus                                                         |
|  |                                                                               |
|  | Paranthropus boisei                                                           |
|  |                                                                               |

|  | Paranthropus robustus |
|  |                       |
|  | Paranthropus boisei   |
|  |                       |

|  | Paranthropus aethiopicus                                                      |
|  |                                                                               |
|  | \| \| Paranthropus robustus \| \| \| \| \| \| Paranthropus boisei \| \| \| \| |
|  |                                                                               |
|  | Paranthropus robustus                                                         |
|  |                                                                               |
|  | Paranthropus boisei                                                           |
|  |                                                                               |

|  | Paranthropus robustus |
|  |                       |
|  | Paranthropus boisei   |
|  |                       |

|  | Paranthropus aethiopicus                                                      |
|  |                                                                               |
|  | \| \| Paranthropus robustus \| \| \| \| \| \| Paranthropus boisei \| \| \| \| |
|  |                                                                               |
|  | Paranthropus robustus                                                         |
|  |                                                                               |
|  | Paranthropus boisei                                                           |
|  |                                                                               |

|  | Paranthropus robustus |
|  |                       |
|  | Paranthropus boisei   |
|  |                       |

|  | Paranthropus aethiopicus                                                      |
|  |                                                                               |
|  | \| \| Paranthropus robustus \| \| \| \| \| \| Paranthropus boisei \| \| \| \| |
|  |                                                                               |
|  | Paranthropus robustus                                                         |
|  |                                                                               |
|  | Paranthropus boisei                                                           |
|  |                                                                               |

|  | Paranthropus robustus |
|  |                       |
|  | Paranthropus boisei   |
|  |                       |

|  | Australopithecus afarensis |
|  |                            |
|  | Australopithecus garhi     |
|  |                            |

|  | Paranthropus aethiopicus                                                      |
|  |                                                                               |
|  | \| \| Paranthropus robustus \| \| \| \| \| \| Paranthropus boisei \| \| \| \| |
|  |                                                                               |
|  | Paranthropus robustus                                                         |
|  |                                                                               |
|  | Paranthropus boisei                                                           |
|  |                                                                               |

|  | Paranthropus robustus |
|  |                       |
|  | Paranthropus boisei   |
|  |                       |

|  | Paranthropus aethiopicus                                                      |
|  |                                                                               |
|  | \| \| Paranthropus robustus \| \| \| \| \| \| Paranthropus boisei \| \| \| \| |
|  |                                                                               |
|  | Paranthropus robustus                                                         |
|  |                                                                               |
|  | Paranthropus boisei                                                           |
|  |                                                                               |

|  | Paranthropus robustus |
|  |                       |
|  | Paranthropus boisei   |
|  |                       |

|  | Paranthropus aethiopicus                                                      |
|  |                                                                               |
|  | \| \| Paranthropus robustus \| \| \| \| \| \| Paranthropus boisei \| \| \| \| |
|  |                                                                               |
|  | Paranthropus robustus                                                         |
|  |                                                                               |
|  | Paranthropus boisei                                                           |
|  |                                                                               |

|  | Paranthropus robustus |
|  |                       |
|  | Paranthropus boisei   |
|  |                       |

|  | Paranthropus aethiopicus                                                      |
|  |                                                                               |
|  | \| \| Paranthropus robustus \| \| \| \| \| \| Paranthropus boisei \| \| \| \| |
|  |                                                                               |
|  | Paranthropus robustus                                                         |
|  |                                                                               |
|  | Paranthropus boisei                                                           |
|  |                                                                               |

|  | Paranthropus robustus |
|  |                       |
|  | Paranthropus boisei   |
|  |                       |

|  | Paranthropus aethiopicus                                                      |
|  |                                                                               |
|  | \| \| Paranthropus robustus \| \| \| \| \| \| Paranthropus boisei \| \| \| \| |
|  |                                                                               |
|  | Paranthropus robustus                                                         |
|  |                                                                               |
|  | Paranthropus boisei                                                           |
|  |                                                                               |

|  | Paranthropus robustus |
|  |                       |
|  | Paranthropus boisei   |
|  |                       |

|  | Paranthropus aethiopicus                                                      |
|  |                                                                               |
|  | \| \| Paranthropus robustus \| \| \| \| \| \| Paranthropus boisei \| \| \| \| |
|  |                                                                               |
|  | Paranthropus robustus                                                         |
|  |                                                                               |
|  | Paranthropus boisei                                                           |
|  |                                                                               |

|  | Paranthropus robustus |
|  |                       |
|  | Paranthropus boisei   |
|  |                       |

|  | Paranthropus aethiopicus                                                      |
|  |                                                                               |
|  | \| \| Paranthropus robustus \| \| \| \| \| \| Paranthropus boisei \| \| \| \| |
|  |                                                                               |
|  | Paranthropus robustus                                                         |
|  |                                                                               |
|  | Paranthropus boisei                                                           |
|  |                                                                               |

|  | Paranthropus robustus |
|  |                       |
|  | Paranthropus boisei   |
|  |                       |

|  | Paranthropus aethiopicus                                                      |
|  |                                                                               |
|  | \| \| Paranthropus robustus \| \| \| \| \| \| Paranthropus boisei \| \| \| \| |
|  |                                                                               |
|  | Paranthropus robustus                                                         |
|  |                                                                               |
|  | Paranthropus boisei                                                           |
|  |                                                                               |

|  | Paranthropus robustus |
|  |                       |
|  | Paranthropus boisei   |
|  |                       |

In 1995 werd ook gewezen op het gegeven dat A. anamensis in bepaalde trekken sterker lijkt op de oudere A. afarensis-populatie van Laetoli dan op de jongere van Hadar. Overeenkomsten zijn de veel grotere hoektanden, onderste hoektanden die extra knobbeltjes hebben aan de zijde van de tweede voortand, de meer verbrede kiezen, de wigvormige bovenste kiezen en de meer verticale bovenste hoektanden. Dat zou kunnen aantonen dat A. anamensis de directe voorouder van de Laetolipopulaties is. Men gaf echter toe dat hier niet te veel in gelezen moest worden aangezien de vondsten uit Laetoli zo beperkt zijn. Het zou echter wel een weerlegging zijn van de gedachte dat de evolutie van A. afarensis lange tijd stagneerde.
De studie uit 2006 van Kimbel richtte zich mede op de interne evolutie van A. anamensis. De populatie uit Kanapoi was wat basaler van bouw dan die van Allia Bay. Bij die laatste is de symfyse van de onderkaken rechter, gecombineerd met een rechtere voorste buitenzijde van het corpus van de onderkaak. De onderste hoektand heeft een minder sterke verdikking aan de achterkant aan de zijde van de derde premolaar; een "hiel" of tuberculum ontbreekt daar. Bij de onderste derde premolaar is de achterste uitholling van het kauwvlak, de fovea posterior, groter en wordt distaal begrensd door een dikkere tandrand; de voorste fovea anterior wordt afgesloten door een mesiale tandrand. In al die kenmerken staat die populatie dichter bij A. afarensis, vooral de oudere Leatiolipopulatie daarvan.
Schedel MRD-VP-1/1 compliceert de situatie verder. Aan de ene kant is zijn bouw basaler en lijkt dus de hypothese te bevestigen dat er anagenese plaatsvond tussen A. anamensis en A. afarensis. Aan de andere kant is juist een van zijn basale kenmerken, de sterke insnoering achter de oogkassen, een aanwijzing dat er al een tak afgesplitst was richting A. afarensis want voorhoofd BEL-VP-1/1 toont die constrictie niet en is honderdduizend jaar ouder. Dat zou impliceren dat beide soorten naast elkaar leefden; een dergelijke "taxische diversiteit" werd al in 2016 voorspeld. Echter, dat zou wellicht alleen in de laatste fase het geval geweest zijn. Strikt gesproken zou dan voor MRD-VP-1/1 een aparte soort benoemd moeten worden, anders zou A. anamensis parafyletisch zijn. Het kan echter ook zijn dat de splitsing eerder plaatsvond en holotype KNM-KP 29281 en MRD-VP-1/1 tot dezelfde tak behoren. In dat geval moet de oudere vooroudertak een aparte soortnaam krijgen. Nog ingewikkelder wordt het als we overwegen dat MRD-VP-1/1 ook afgeleide kenmerken toont. Dit kan erop duiden dat niet te veel belang moet worden gehecht aan het ene kenmerk van de vorm van het voorhoofd; de beschrijvers stelden dat de relatie met A. africanus en de robuuste australopitheken nadere bestudering verdient. Ze achtten voor ieder van vier bekende populaties van A. anamensis mogelijk dat ze een genetische bijdrage leverden aan de tak van A. afarensis. Al in 2016 wezen ze op de ironie dat extra vondsten juist meer verwarring scheppen in plaats van de situatie op te helderen.

## Levenswijze

### Leefgebied en voedsel
De verschillende vindplaatsen geven tegenstrijdige informatie over de habitat van A. anamensis. Kanapoi vertegenwoordigt een vrij droog landschap, begroeid met bosjes. Allia Bay echter is afgezet door een rivier met evenwijdige rivierbossen die meer de heuvels in overgingen in een dicht woud. De fossielen tonen geen sporen van transport door water en de mensachtigen kunnen dicht op de rivier geleefd hebben. Ook de Ethiopische vondsten bij Assa Issie waren deel van een bosfauna. In Kanapoi kwam een kleine baviaan voor, Parapapio cf. ado. Het belangrijkste roofdier was een hyena, cf. Parahyaena. Alle mensachtige fossielen uit Kanapoi tonen bijtsporen van roofdieren en kunnen hun prooien vertegenwoordigen. De fauna begon vier miljoen jaar geleden moderner te worden waarbij de directe voorlopers opdoken van nu nog bestaande soorten giraffen (Sivatherium hendeyi), olifanten (Anancus kenyensis, Elephas ekorensis, Loxodonta adaurora, Deinotherium bozasi), zwijnen (Nyanzachoerus, Notochoerus), nijlpaarden en antilopen (Aepyceros sp.), alsmede van kleine zoogdieren als muizen (Acomys) en vleermuizen. Dat kan samengehangen hebben met een uitbreiding van de graslanden en C4-planten, wellicht als gevolg van afnemende kooldioxideconcentraties in de atmosfeer. Bij Allia Bay echter bleef het landschap sterk bebost zoals blijkt uit de verhouding van de zuurstofisotopen in het tandglazuur van fossielen. Dat kan volgens een studie uit 2003 erop duiden dat A. anamensis voornamelijk noten at, bijvoorbeeld van Brachystegia. In het algemeen bedekten graslanden rond de vier miljoen jaar geleden maar zo'n 15% van Oost-Afrika.

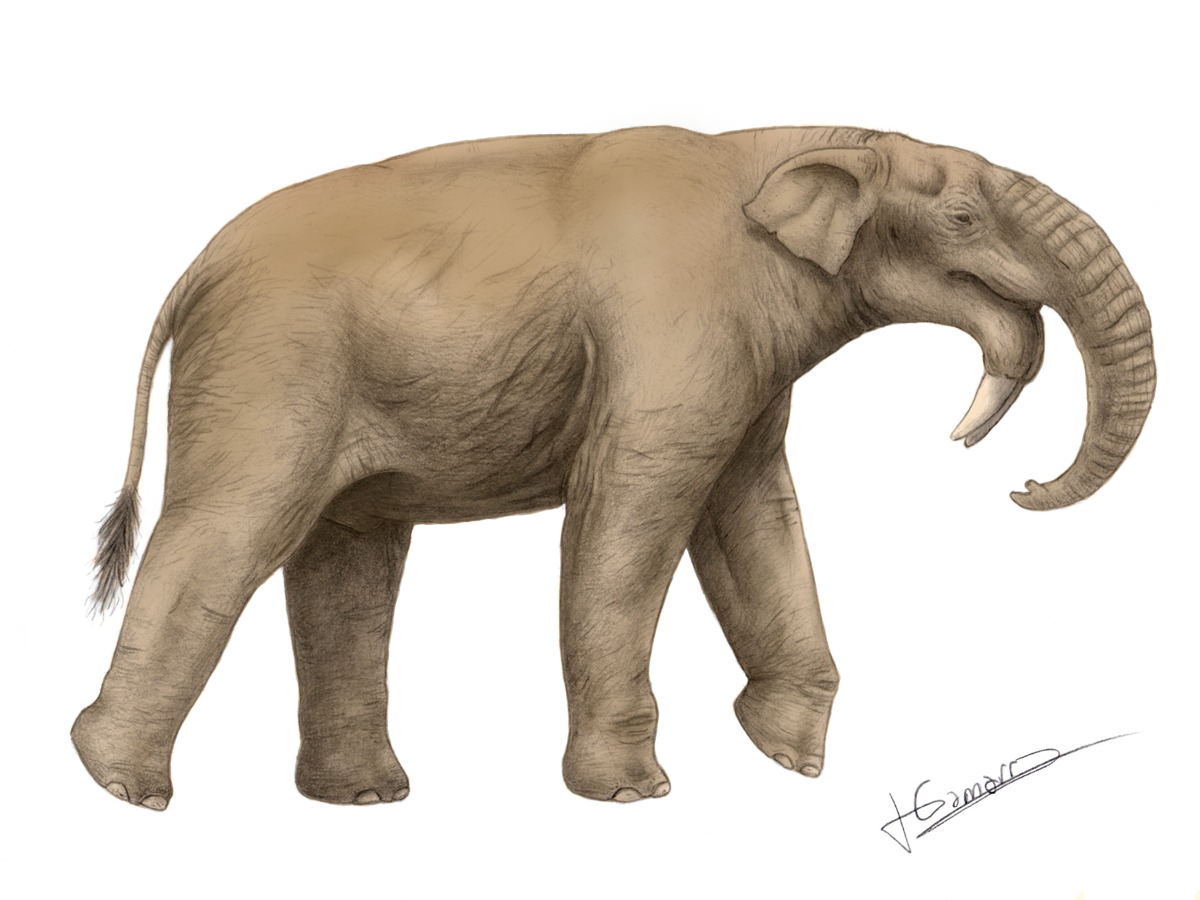
Deinotherium bozasi

In 1995 werd vermoed dat de verschillen in de tandgrootte, dikte van het tandglazuur en het kaakgewricht met Ardipithecus zouden wijzen op een wijziging van het dieet of de wijze van verwerking van het voedsel. Latere publicaties sloten zich hier bij aan.
De studie uit 2001 stelde dat de reductie van de hoektanden en het dikkere email aanwijzingen waren voor een overgang naar een dieet van taaiere of hardere planten. Het zou echter slechts om een begin van een overgang gaan gezien het feit dat de onderkaak nog weinig robuust was. Verder zou de nog geringe kroonhoogte van de kiezen erop duiden dat er een ander dieet moet zijn geweest vergeleken met A. afarensis. De relatief wat grotere voorste tanden zou duiden op een behoud van het vermogen om veel fruit te eten, dus zachtere kost dan de kiezen verwerkten. Deze trends zouden zich bij latere australopithecussoorten hebben voortgezet. A. anamensis zou door de overgang een grotere flexibiliteit in dieet, en dus habitats, bezeten hebben dan eerdere mensapen. Studies uit 2005, 2008 en 2010 naar de microstructuur van het tandglazuur bevestigden een groter vermogen om hard voedsel te verwerken.
De Ethiopische studie uit 2006 van Tim White stelde dat de verbreding overdwars van de kiezen duidde op het zwaarder kauwen van taaier en meer schurend plantenmateriaal in vergelijking met Ardipithecus. Dat zou kunnen wijzen op een "ecologische doorbraak" waarin een meer open landschap werd geëxploiteerd. Men moest echter toegeven dat althans in Ethiopië het landschap nog even zwaar bebost was als in de tijd van Ardipithecus.
In 2006 kwam een studie door Frederick Grine tot heel andere conclusies. Bij drie van de bewaarde tweeënzeventig bewaarde kiezen bleek het mogelijk de krasjes, de micro wear, op het tandglazuur vast te stellen. Die bleken niet te verschillen van die van chimpansees en gorilla's die fruit en zachte bladeren eten. Bij het verwerken van harde noten zou men verwachten dat het email vol putjes zat; die ontbraken echter bijna volkomen. Hetzelfde zou overigens gelden voor Praeanthropus afarensis/A. afarensis. Wel zou het kunnen dat meestal zacht voedsel gegeten werd maar dat het dikkere glazuur ontwikkeld was voor noodsituaties wanneer in bijvoorbeeld droge tijden teruggevallen moest worden op het vermalen van harde objecten. Er zijn aanwijzingen voor een grotere seizoensvariatie in neerslag rond vier miljoen jaar geleden. Een vervolgstudie van Grine en Peter Ungar uit 2010 werkte deze resultaten meer in detail uit. Ze besteden daarbij speciaal aandacht aan de mogelijkheid dat als er geen harde noten gegeten werden, wellicht het dieet uit taaie grassen bestond wat zich zou moeten uiten in een hoog niveau van anisotropie, het evenwijdig liggen van de krassen. De anisotropie lag echter duidelijk lager dan bij moderne basale apen die taai voedsel eten. Dit zou echter verklaard kunnen worden door de andere gebitsvorm met platte kiezen. Hun malende beweging zou de krassen minder evenwijdig kunnen maken. Opnieuw bleek hetzelfde te gelden voor A. afarensis en verrassend genoeg zelfs voor de vroege robuuste austalopitheek Paranthropus boisei. Pas bij Australopithecus africanus en vooral Paranthropus robustus treed een combinatie van grote putjes en weinig anisotropie op die als eindfase voorspeld wordt door het traditionele model.
In 2006 stelde Kimbel dat het gebrek aan bewijs voor een verdroging ouder dan drie miljoen jaar geleden, een aanwijzing was dat de veranderingen in tandvorm niet voorkwamen uit een wijziging van het algemene dieet. Het zou echter voordelig geweest zijn, vooral voor zogende moeders, om een gebit te hebben waarmee in droge perioden harder voedsel verwerkt kon worden zodat melk van voldoende kwaliteit verschaft kon worden, een belangrijke factor in het overleven van zuigelingen.
In 2012 concludeerde een studie door Ferran Estebaranz dat de kiezen van A. anamensis juist veel krassen toonden, meer dan bij A. afarensis, Paranthropus boisei of Homo. Dat zou erop duiden dat ook noten, zaden, knollen, wortels en bast gegeten werden, dus een combinatie van hard en bros voedsel, net als bij bavianen. Ook taaie groene bladeren van grassen konden op het dieet gestaan hebben. De studie richtte zich in het bijzonder op de krassen op de lipzijde die minder snel wegslijten dan die op het kauwvlak, welke hoogstens enkele weken in stand blijven, en dus een langer gedeelte van het eetgedrag tonen. Er bleek overigens geen significant verschil te zijn. In het algemeen leek de slijtage het meest op die van moderne basale Apen van de Oude Wereld. Als A. afarensis inderdaad van A. anamensis afstamt, moet die dus naar een dieet van zachter voedsel overgegaan zijn, een verrassende uitkomst.

### Voortbeweging
In 1995 werd geconcludeerd dat de soort volledig tweevoetig was. Indertijd vertegenwoordigde dit de oudste directe bewijzen voor een bipedale gang, een half miljoen jaar ouder dan de voetsporen bij Laetoli. Op een tweevoetige gang wijst de bouw van het scheenbeen, met een verticaal staande schacht. Ook de wervelkolom is die van een meestal rechtop lopende mensachtige.
In 2001 werd toegegeven dat het robuuste opperarmbeen zou kunnen wijzen op een goed vermogen tot klimmen maar werd beklemtoond dat het onverstandig was zulke conclusies te trekken uit zo'n klein fossiel fragment. Er werd op gewezen dat de botwanden dikker waren dan die van chimpansees en gorilla's terwijl die wel degelijk klimmen. Ook het kromme vingerkootje en het lange spaakbeen werden niet als een beslissende aanwijzing gezien. Het scheenbeen werd beschouwd als overtuigend bewijs voor een tweevoetige gang. De geringe zijdelingse hoek daarvan plaatst de knie recht boven de voet, terwijl bij basale mensapen de grotere hoek de knie buiten de lijn van de voet brengt zodat die meer O-benen hebben. Die gang was toch al waarschijnlijk omdat de 4,4 miljoen jaar oude Ardipithecus ramidus ook al aanwijzingen bezat voor het rechtop lopen. Het probleem bij dit vraagstuk is dat men bijna onmogelijk kan toetsen of basale kenmerken nog echt voor het klimmen gebruikt werden of slechts overgeërfd waren van boombewonende voorouders terwijl ze al lang iedere functie verloren hadden. Het kan namelijk zijn dat er slechts een geringe selectiedruk was ze te veranderen. Zelfs als A. anamensis in feite veel klom, hoeft dat niet speciaal voordelig te zijn geweest en zou dan geen oorzaak geweest zijn van de kenmerken. In beginsel is het mogelijk aanwijzingen te vinden in de epigenetica: de veranderingen in de organen, zoals botten, door hun gebruik. Als bijvoorbeeld zeker zou zijn dat vingerkootjes bij mensapen alleen krom worden als ze voor het klimmen gebruikt worden, is hun buiging bewijs voor klimgedrag. In 2001 had men zulke informatie nog niet. In ieder geval leek het evident dat het kennelijke vermogen rechtop te lopen was veroorzaakt door het in feite rechtop gaan lopen.

### Seksuele dimorfie
In het beschrijvende artikel uit 1995 werd gesteld dat de verschillen in grootte en robuustheid tussen de verschillende exemplaren wezen op een mate van seksuele dimorfie, onderscheid in bouw tussen de geslachten. Mannen zouden grotere hoektanden hebben en grotere, vooraan hogere, onderkaken. Het gewicht van mannen zou 70% hoger liggen. De enorme, zij het lege, tandkas van specimen KNM-KP 29286 zou van een man zijn met zeer grote onderste hoektanden. In 1999 werd gesteld dat de doorsnede van de grootste werkelijk gevonden hoektand 35% hoger lag dan die van de kleinste. In 2020 werd het scheenbeen KNM-KP 59503 gezien als bewijs voor tamelijk kleine vrouwen.
De reductie die zich in het algemeen bij de hoektanden zou hebben voorgedaan, gecombineerd met een, naar men uit de vondsten meende op te maken, nog aanzienlijke seksuele dimorfie wat de lichaamsmassa's betrof — men dacht dus dat de mannen veel zwaarder waren dan de vrouwen — zou volgens de studie uit 2001 duiden op een unieke sociale structuur voor primaten waarin de mannen wel intens met elkaar vochten om dominantie maar zonder te bijten of met het gebit te dreigen. Dit zou ook hebben samengehangen met het verwerven van een tweevoetige gang — waarbij men er dus van uitging dat die nog niet volledig verworven was. De seksuele dimorfie wijst eerder op een leven in harems dan een systeem met paarvorming. In 2001 schatte men de dimorfie op een factor twee, dus met 100% zwaardere mannen zoals bij gorillas en orang-oetans. Omdat de dimorfie bij chimpansees lager ligt, zou een geringere dimorfie zich bij deze groep onafhankelijk van de moderne mens moeten hebben ontwikkeld.
De studie van Kimbel uit 2006 legde, in het kader van het verloren gaan van het Canine Honing Complex, een verband tussen de verkleinde en versmalde hoektand die meer op een voortand begon te lijken en de verandering in de derde premolaar die meer de bouw van een kies benaderde en een kauwfunctie overnam. Dit zou een voorafschaduwing zijn geweest van zowel de toestand bij de moderne mens en de situatie bij de robuuste australopitheken waar de functies van de voorste tanden en de kiezen nog veel verder uit elkaar gegroeid zijn. De populaties van A. anamensis tonen een variatie aan bouwwijzen van derde premolaren en zijn zo een direct bewijs voor de evolutionaire overgang. Een geringere selectiedruk voor seksuele dimorfie en dus het Canine Honing Complex zou het begin hebben kunnen zijn van dit proces.
De studie uit 2012 van Manthi concludeerde dat de hoektanden al bij Ardipithecus waren verkleind met behoud van dun tandglazuur en bij A. anamensis niet wezenlijk in vorm en grootte verschilden. Pas bij A. afarensis zou een verdere verkleining hebben plaatsgevonden en daarbij zou ook de vorm gewijzigd zijn maar met aanzienlijke individuele variatie in een proces van mozaïekevolutie. Dat zou betekenen dat de selectiedruk die oorspronkelijke reductie veroorzaakte verschillend was van de latere druk die de vorm wijzigde. Manthi meende dat de rol van hoektanden bij agressie of seksuele selectie al verdwenen was en hun aanpassing aan de vorm van voortanden geen betekenis meer had voor het sociaal gedrag maar een veranderde functie in de voedselverwerking weerspiegelde. Tot zo'n verandering was al in 2010 geconcludeerd door Ward. Echter, dat toen de grootte niet significant afnam, zou een aanwijzing zijn dat bij Australopithecus die functie anders was dan bij Homo. Zo'n afneming was er wel in de grootte van de wortel van de hoektand maar het precieze belang daarvan kon volgens hem lastig begrepen worden.

### Groei
Bij de kiezen werd het glazuur van het kauwvlak en van de zijden ongeveer even snel afgezet. Bij een kauwvlak kon men zo'n vierhonderd dagelijkse lagen tellen, terwijl de zijden eenenzestig groeilijnen lieten, iedere lijn een afzetting van circa een week vertegenwoordigend. Een andere tand had vierentachtig groeilijnen in de zijden. Aangezien deze lagen vermoedelijk niet de volledige vormingsperiode van het glazuur dekken, werd de totale duur van de aanleg geschat op respectievelijk 2,28 en 2,72 jaar. Dit patroon wijkt af van de aanleg bij Paranthropus waar de zijden sneller worden gevormd maar dunner blijven.
| Voorlopers en oude verwanten van de mens | Voorlopers en oude verwanten van de mens | Voorlopers en oude verwanten van de mens |
| Fossiel voorkomen                        | Geslacht                                 | Soorten |
| ---------------------------------------- | ---------------------------------------- | --- |
| 7 - 4,4 Ma                               | Sahelanthropus                           | Sahelanthropus tchadensis |
| 7 - 4,4 Ma                               | Orrorin                                  | Orrorin tugenensis |
| 7 - 4,4 Ma                               | Ardipithecus                             | Ardipithecus ramidus · Ardipithecus kadabba |
| 4,3 - 2 Ma                               | Australopithecus                         | A. anamensis · A. afarensis · A. bahrelghazali · A. africanus · A. garhi · A. sediba |
| 3,5 Ma                                   | Kenyanthropus                            | Kenyanthropus platyops |
| 2,5 - 1 Ma                               | Paranthropus                             | P. aethiopicus · P. boisei · P. robustus |
| tot heden                                | Homo                                     | H. antecessor · H. cepranensis · H. denisova · Homo erectus (Javamens · Pekingmens) · H. ergaster · H. floresiensis · H. gautengensis · H. georgicus · H. habilis · H. heidelbergensis · H. helmei · H. neanderthalensis · H. rhodesiensis · H. rudolfensis · Homo sapiens (H. s. idaltu · Cro-magnonmens · Red Deer Cave-mensen) |